# Comuna Corund, Harghita
Corund (în maghiară Korond) este o comună în județul Harghita, Transilvania, România, formată din satele Atia, Calonda, Corund (reședința), Fântâna Brazilor și Valea lui Pavel.

## Istoric
În perioada 1876 - 1918, Corund a făcut parte din teritoriul maghiar; prin acordul de la Trianon din 1920, comuna Corund a fost atribuită României. Conform Dictatului de la Viena din 1940, Corund a fost transferat Ungariei dar a revenit în posesia României în 1947. Corund a făcut parte din Regiunea Autonomă Maghiară în perioada 1960–1968.

## Demografie
Componența etnică a comunei Corund
     Maghiari (96,73%)
     Alte etnii (0,77%)
     Necunoscută (2,5%)
Componența confesională a comunei Corund
     Romano-catolici (74,44%)
     Unitarieni (13,67%)
     Baptiști (3,78%)
     Martori ai lui Iehova (2,11%)
     Reformați (1,52%)
     Alte religii (1,66%)
     Necunoscută (2,82%)
Conform recensământului efectuat în 2021, populația comunei Corund se ridică la 6.394 de locuitori, în creștere față de recensământul anterior din 2011, când fuseseră înregistrați 6.135 de locuitori. Majoritatea locuitorilor sunt maghiari (96,73%), iar pentru 2,5% nu se cunoaște apartenența etnică. Din punct de vedere confesional, majoritatea locuitorilor sunt romano-catolici (74,44%), cu minorități de unitarieni (13,67%), baptiști (3,78%), martori ai lui Iehova (2,11%) și reformați (1,52%), iar pentru 2,82% nu se cunoaște apartenența confesională.

## Politică și administrație
Comuna Corund este administrată de un primar și un consiliu local compus din 15 consilieri. Primarul, Mihály Katona[*], de la Uniunea Democrată Maghiară din România, este în funcție din 2000. Începând cu alegerile locale din 2024, consiliul local are următoarea componență pe partide politice:
|  | Partid                                 | Consilieri | Componența Consiliului | Componența Consiliului | Componența Consiliului | Componența Consiliului | Componența Consiliului | Componența Consiliului | Componența Consiliului | Componența Consiliului | Componența Consiliului | Componența Consiliului | Componența Consiliului | Componența Consiliului | Componența Consiliului | Componența Consiliului | Componența Consiliului |
|  | -------------------------------------- | ---------- | ---------------------- | ---------------------- | ---------------------- | ---------------------- | ---------------------- | ---------------------- | ---------------------- | ---------------------- | ---------------------- | ---------------------- | ---------------------- | ---------------------- | ---------------------- | ---------------------- | ---------------------- |
|  | Uniunea Democrată Maghiară din România | 15         |                        |                        |                        |                        |                        |                        |                        |                        |                        |                        |                        |                        |                        |                        |                        |

## Vezi și
- Biserica unitariană din Corund
- Muzeul sătesc din Corund
- Biserica romano-catolică din Atia
- Biserica de lemn romano-catolică din Fântâna Brazilor
- Biserica de lemn romano-catolică din Valea lui Pavel
- Tinovul de la Fântâna Brazilor (sit de importanță comunitară inclus în rețeaua europeană Natura 2000 în România).
- Dealurile Târnavelor și Valea Nirajului

## Imagini

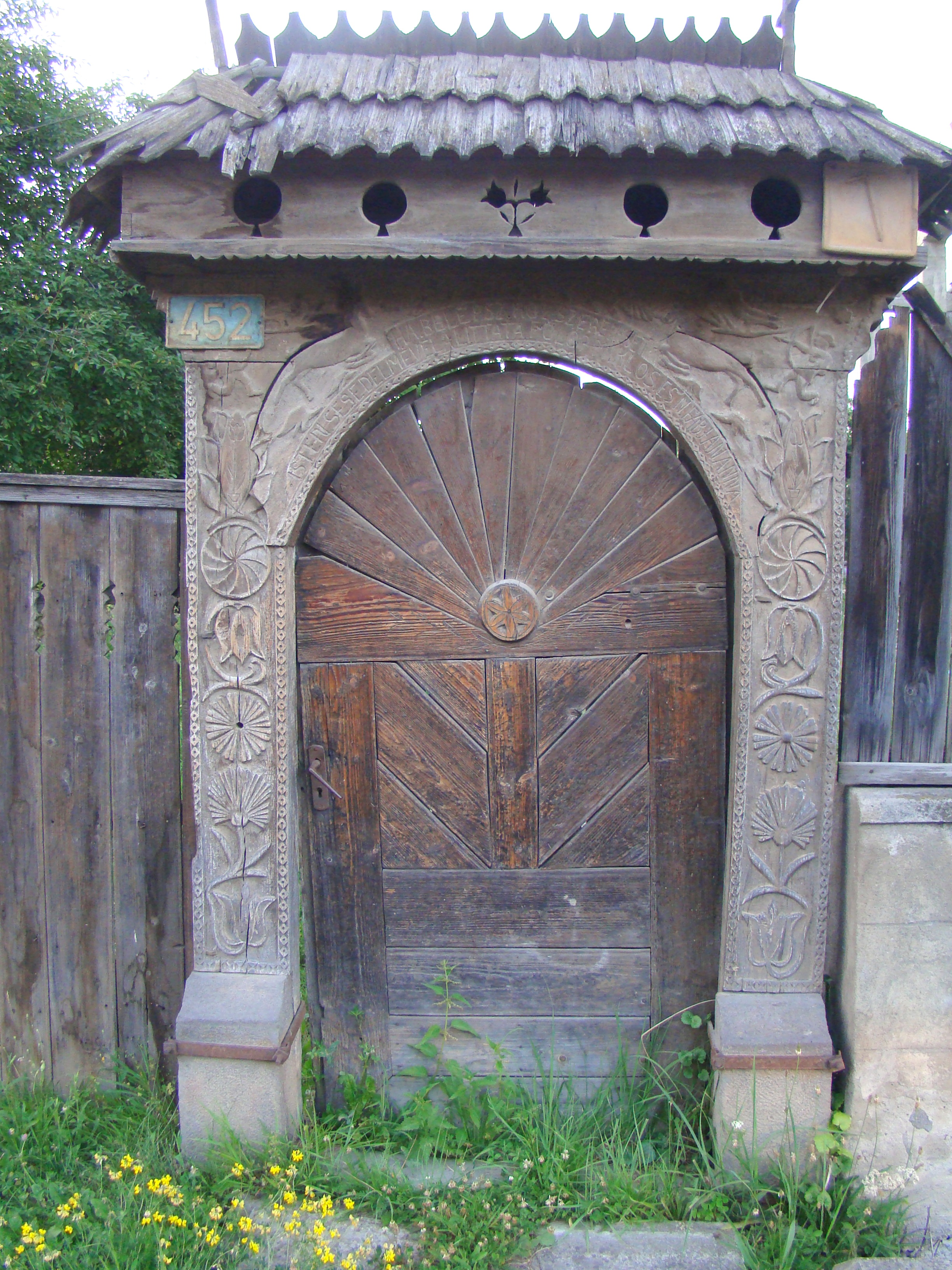
Poartă de lemn
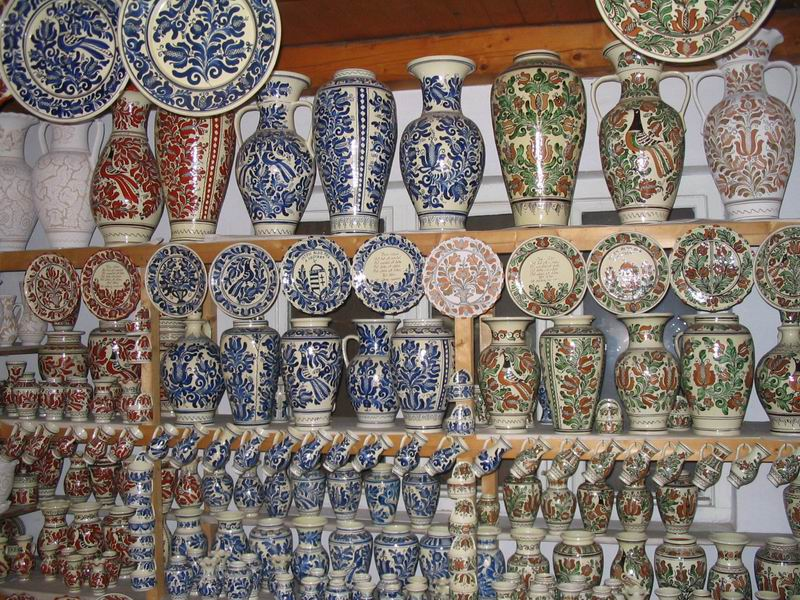
Ceramică de Corund
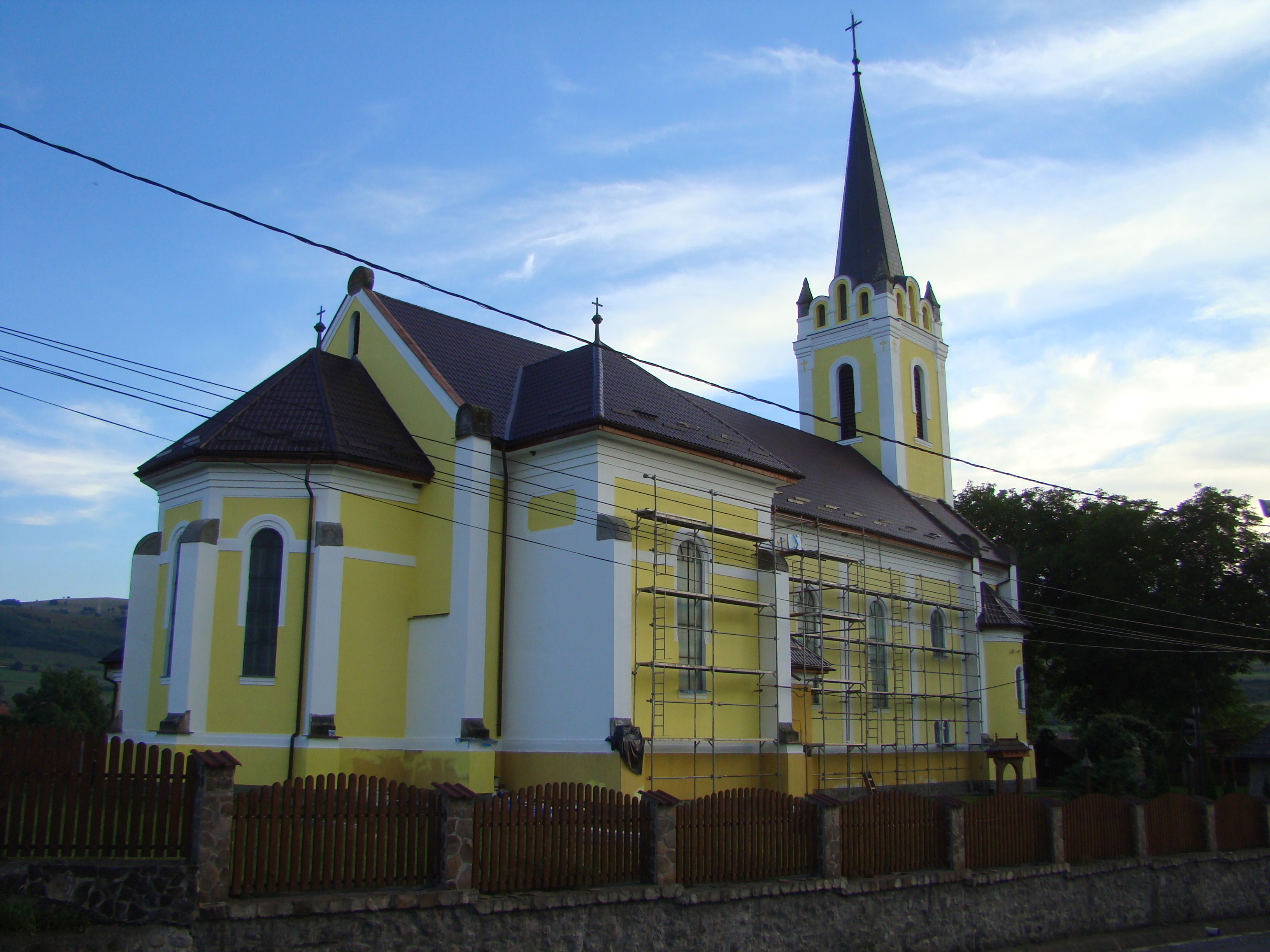
Biserica romano-catolică din Corund
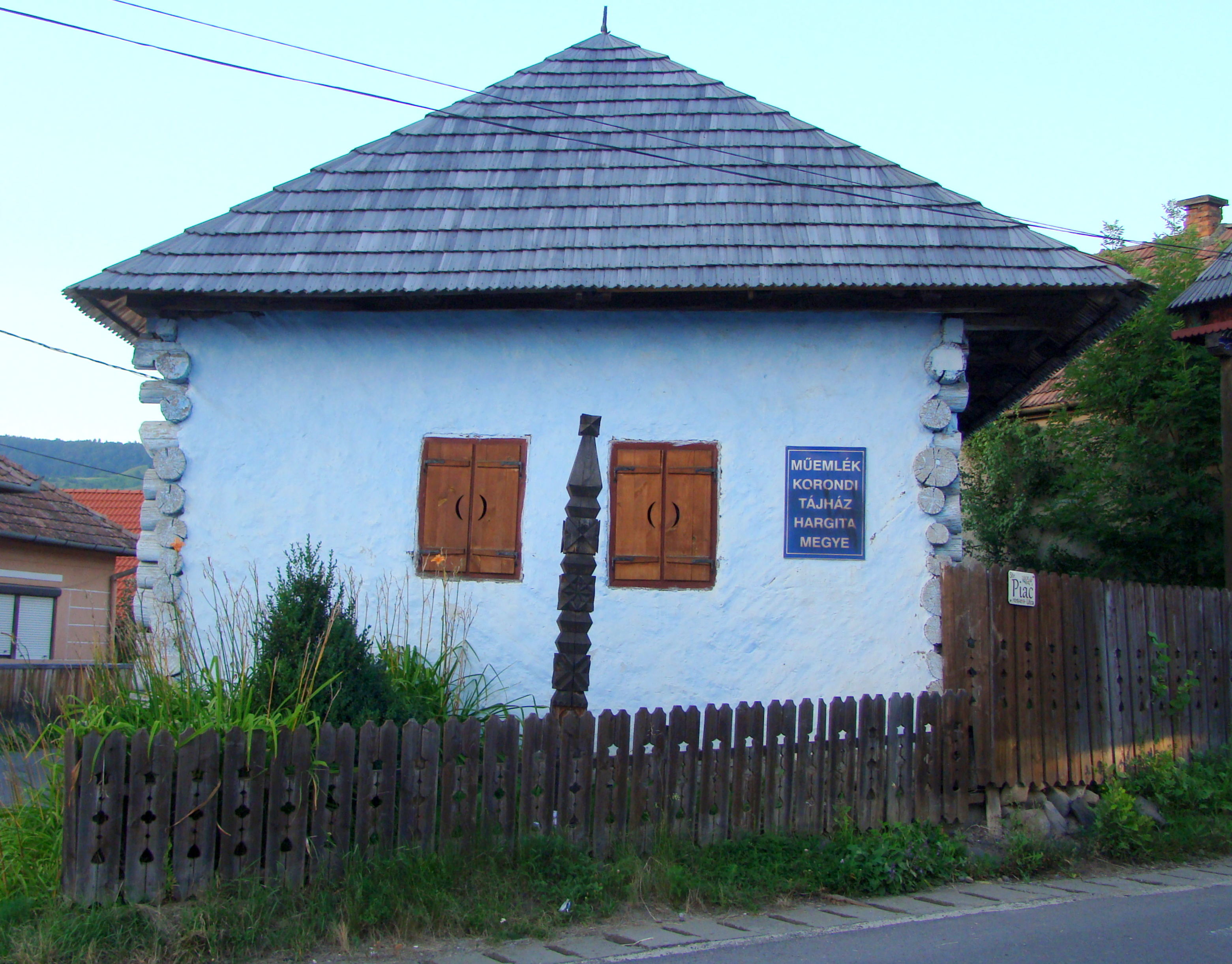
Muzeul satului (monument istoric)
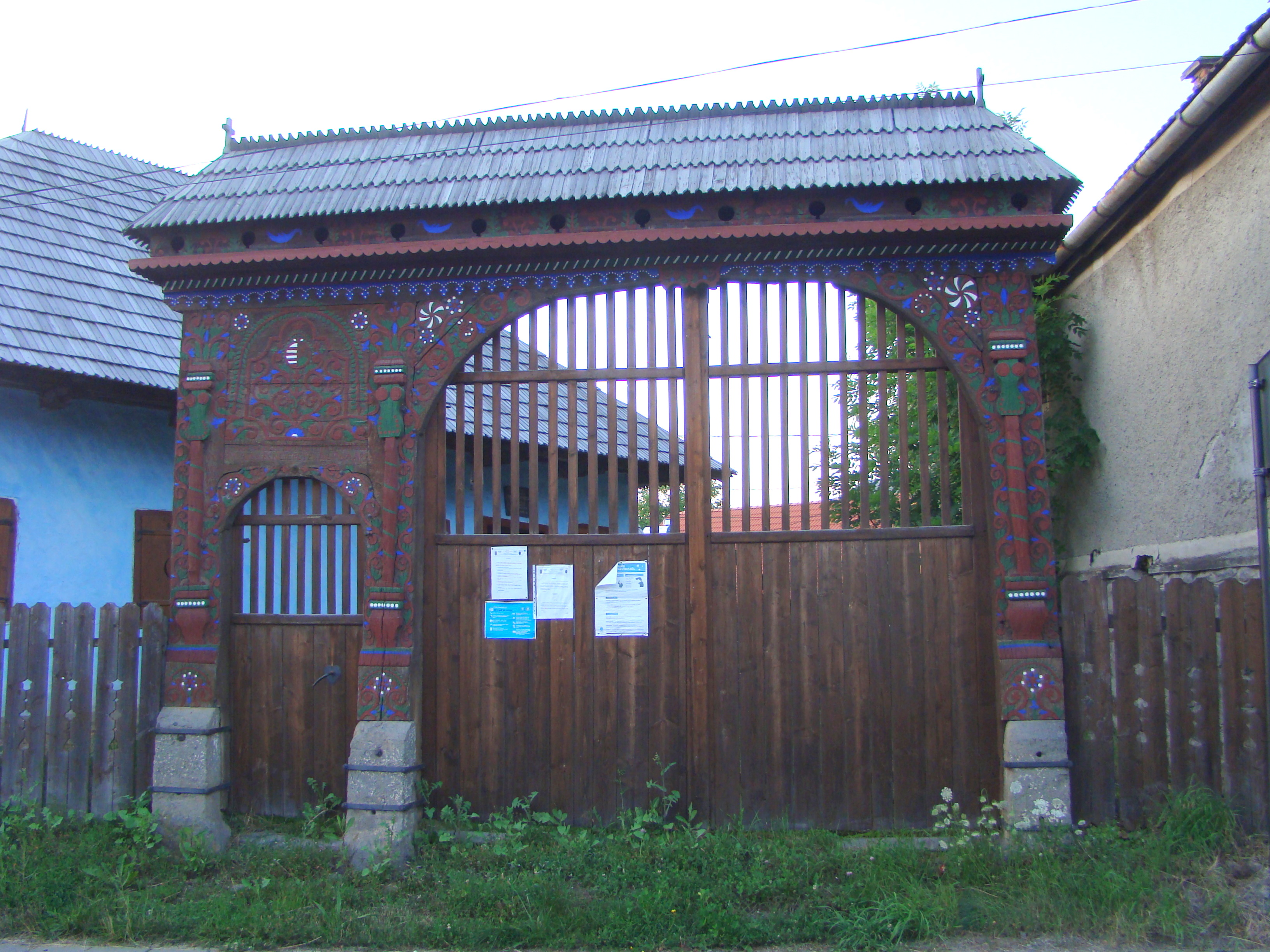
Poarta secuiască de lemn
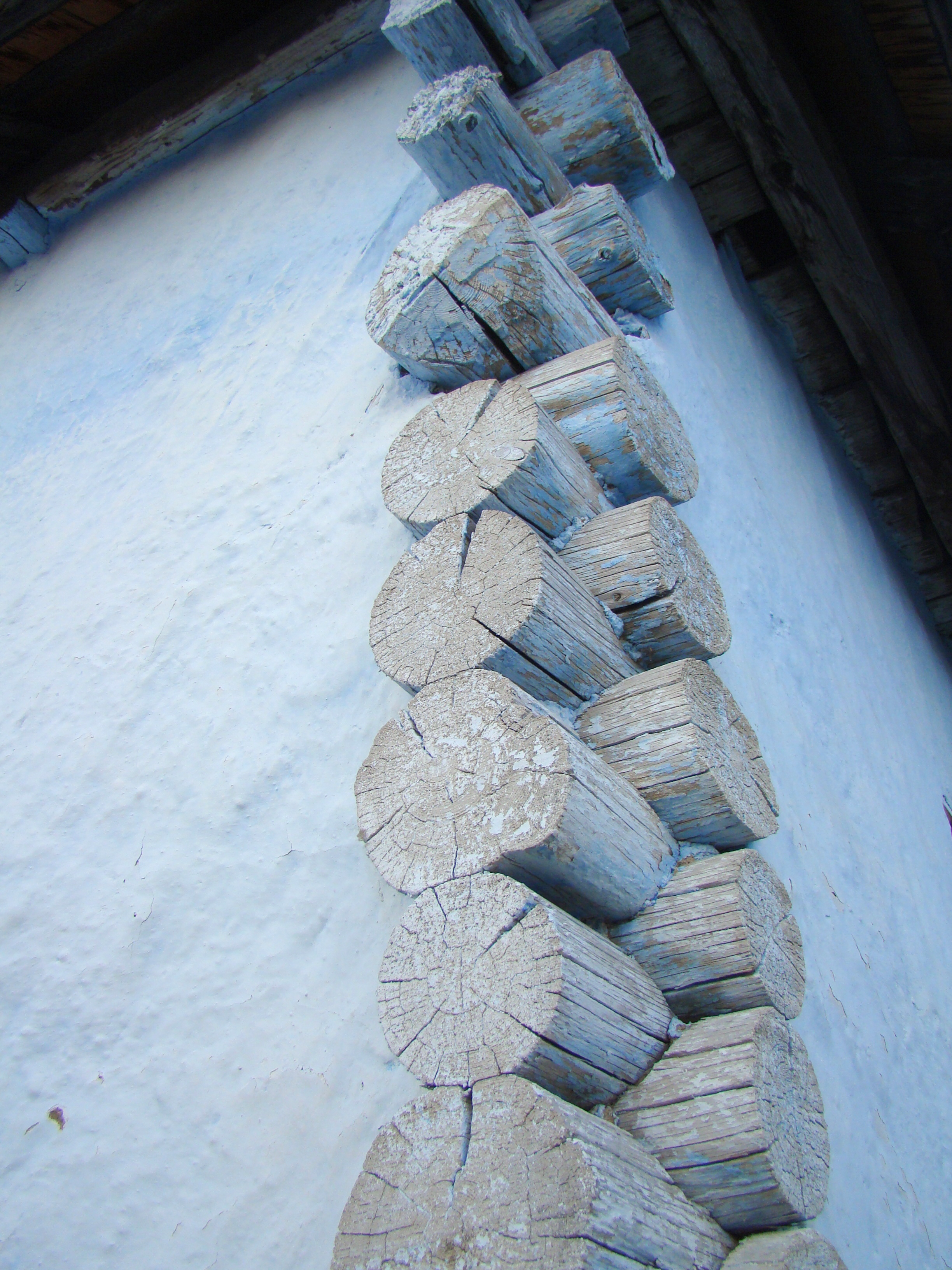
Muzeul satului (detaliu)
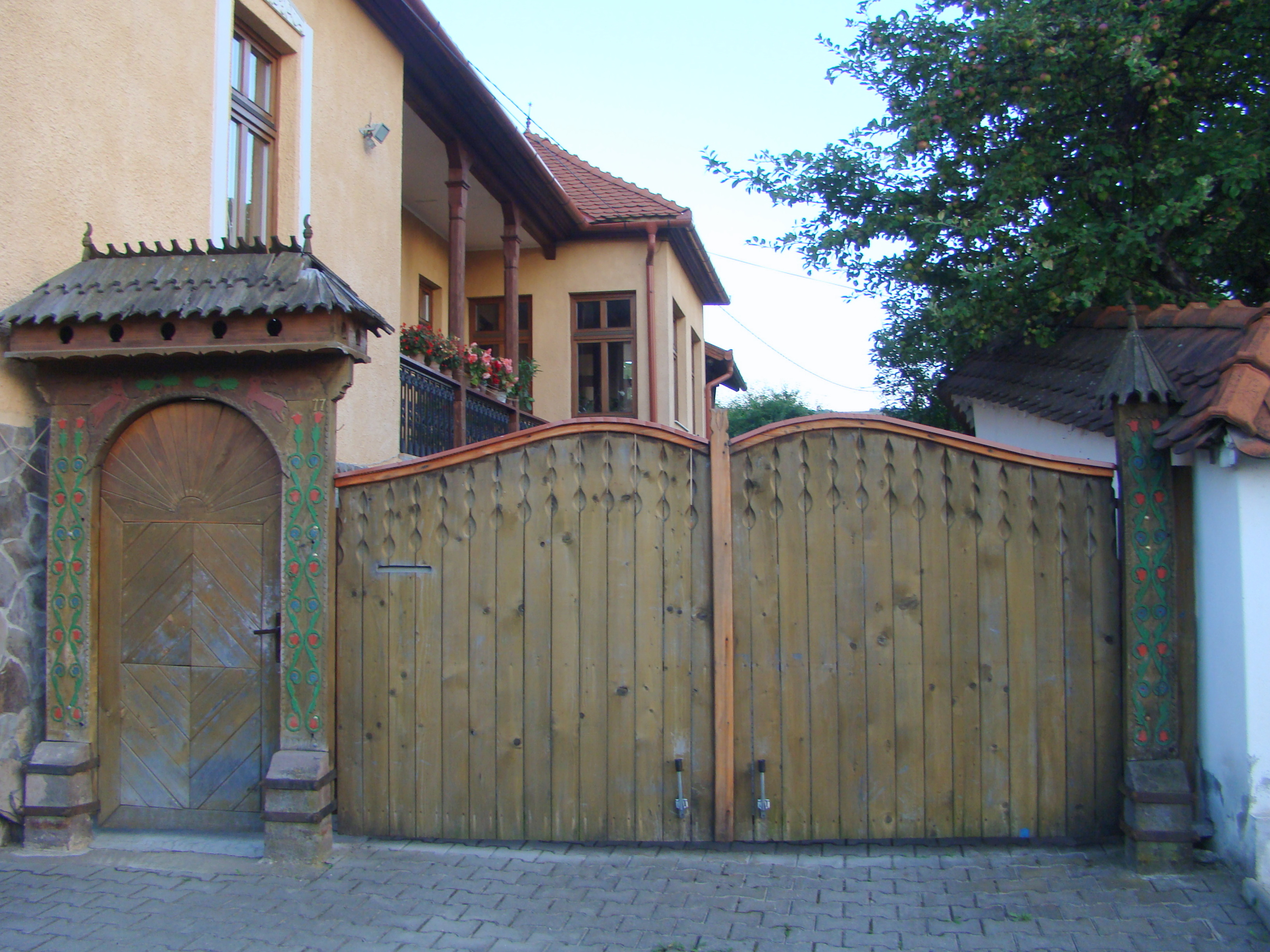
Casa parohială unitariană
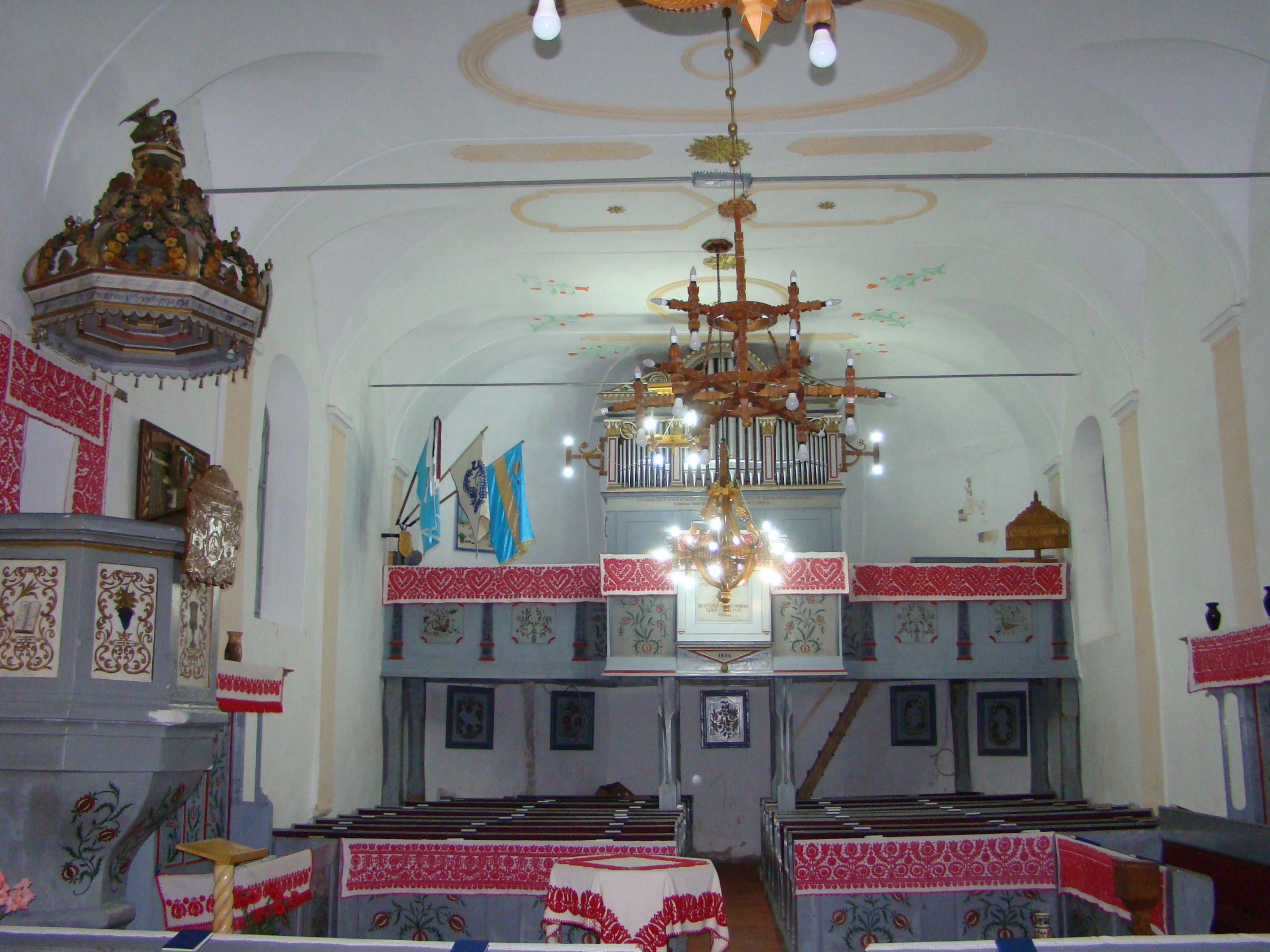
Biserica unitariană din Corund (monument istoric)
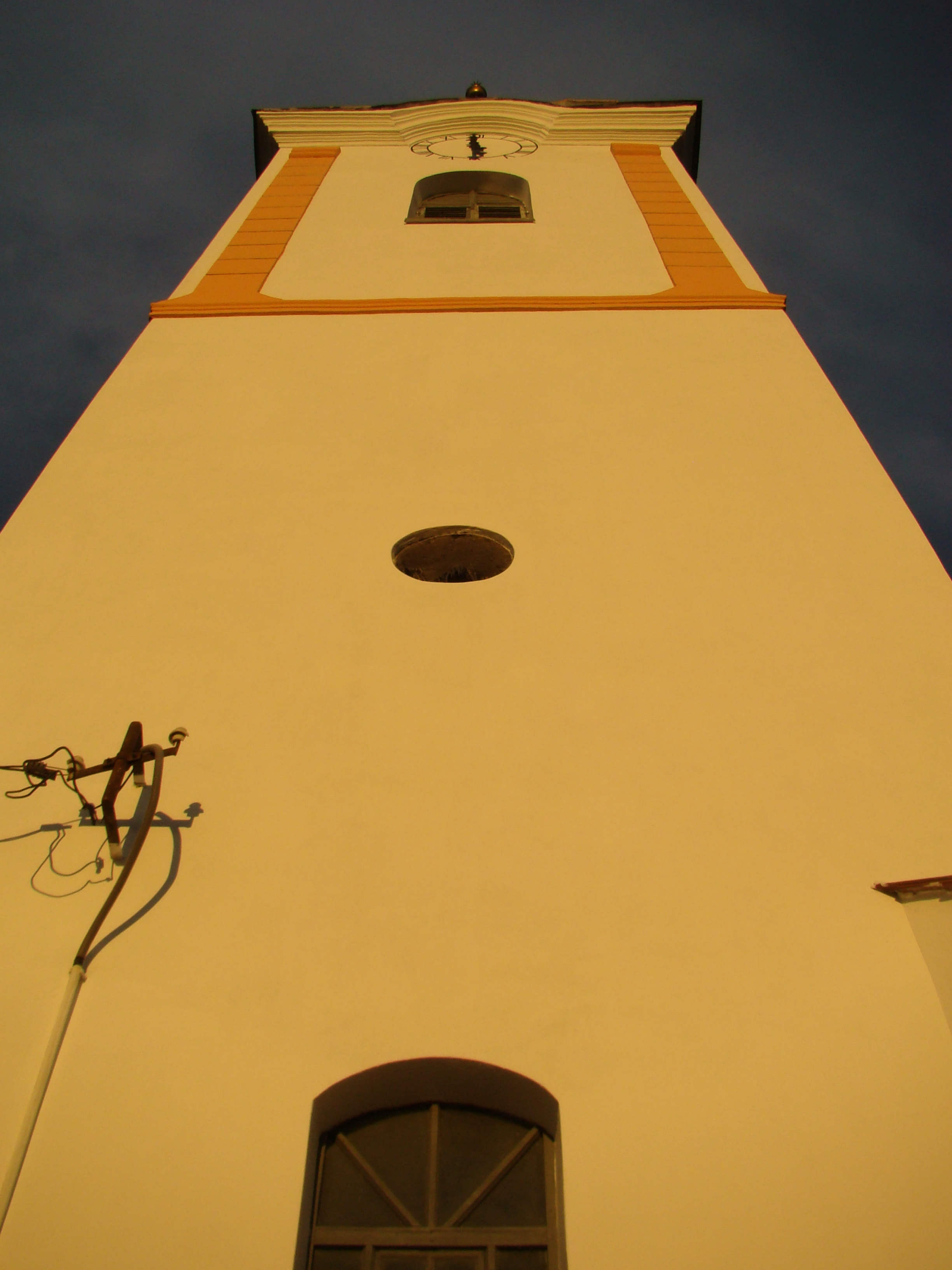
Biserica unitariană din Corund (turnul)
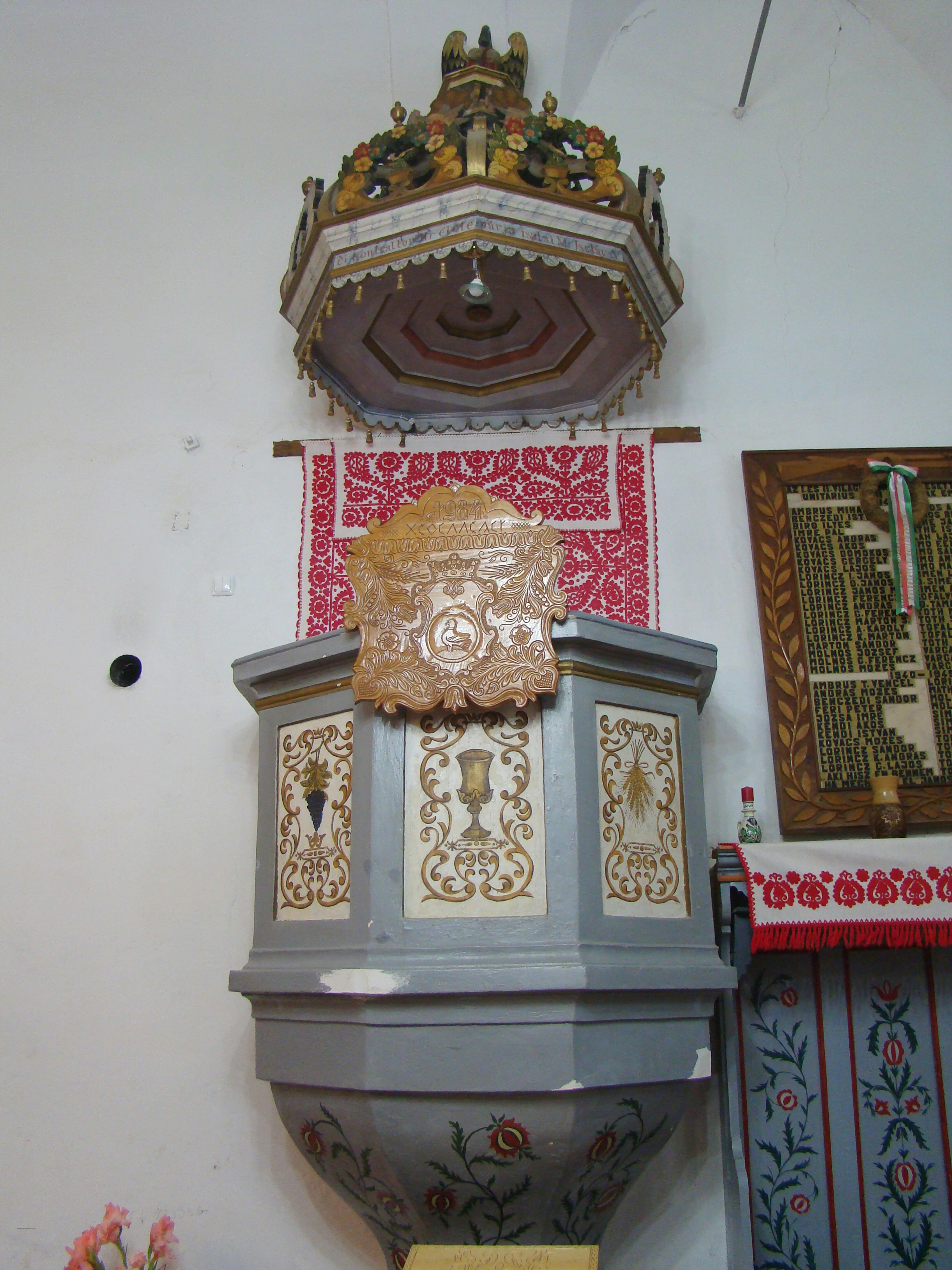
Biserica unitariană din Corund (amvonul)
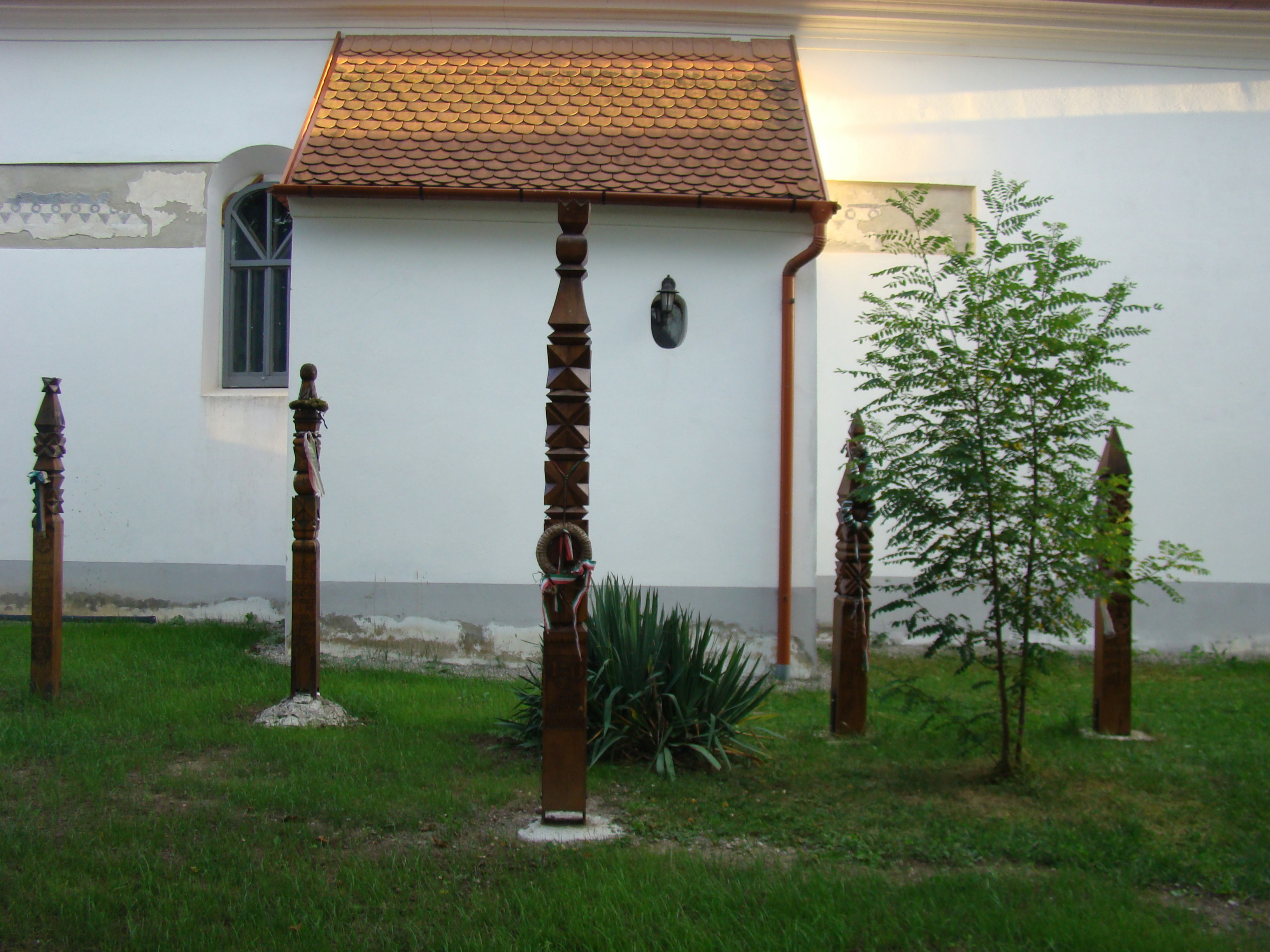
Biserica unitariană din Corund (stâlpi funerari în curtea bisericii)
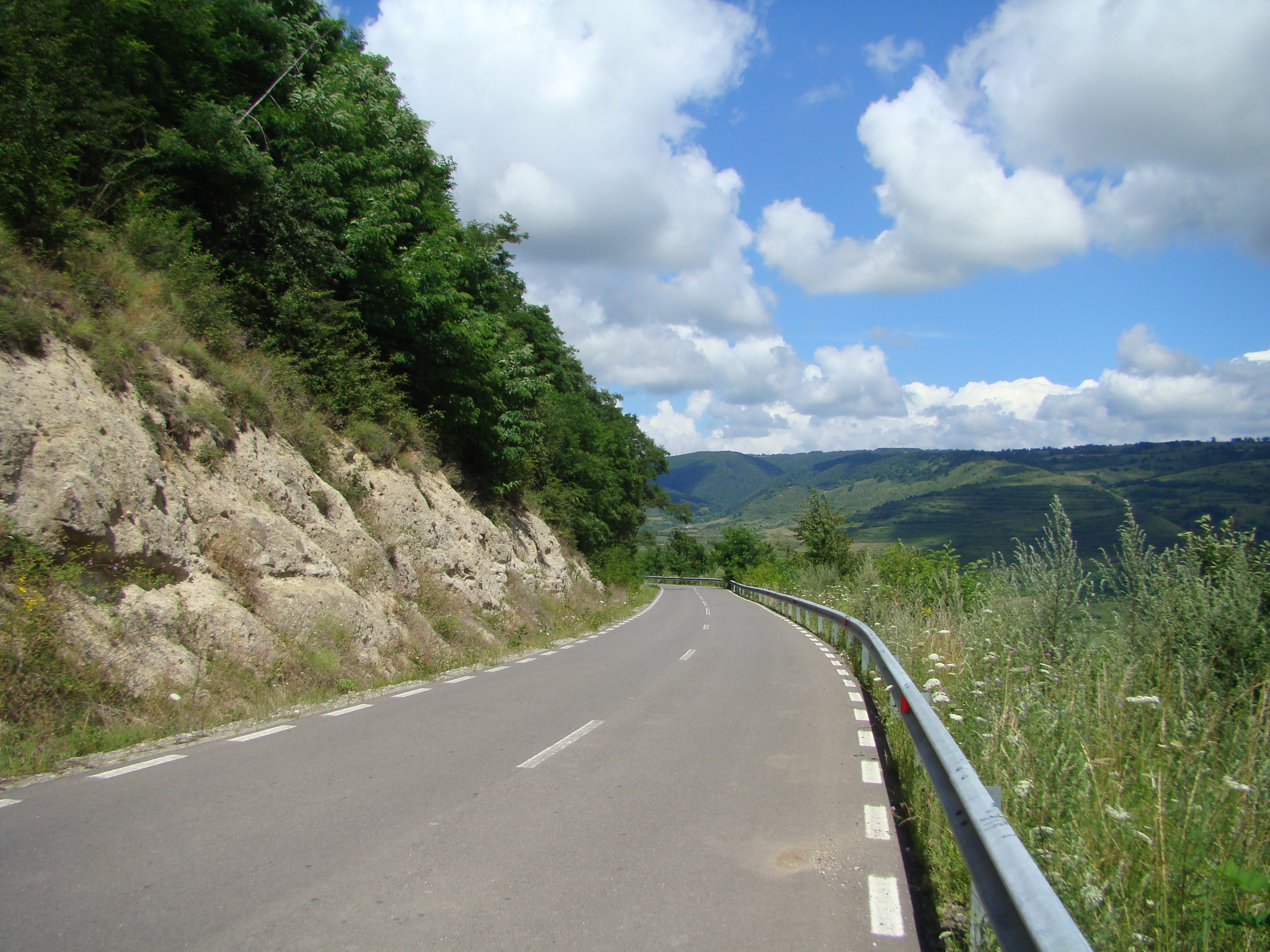
Drumul Corund-Atia
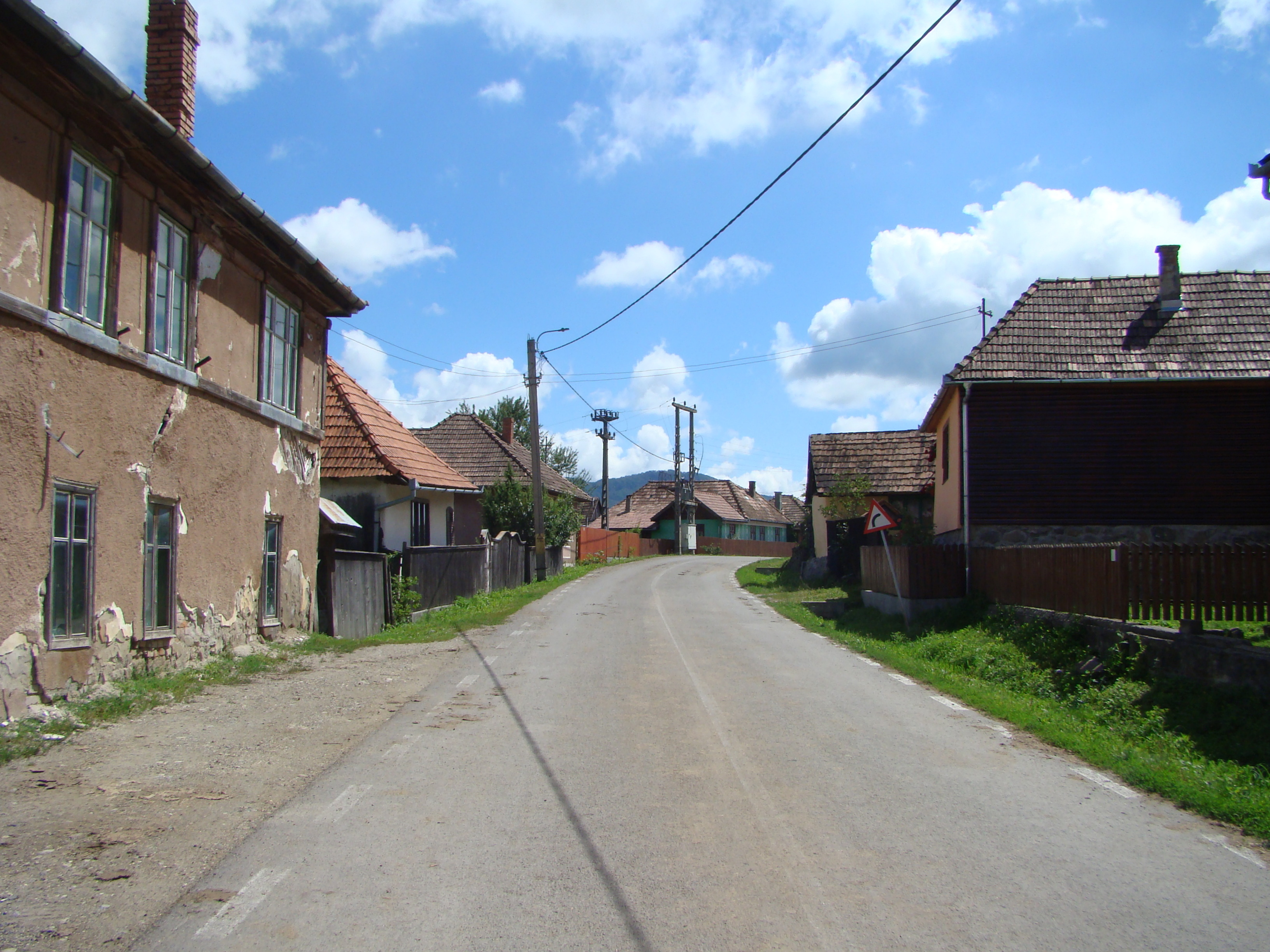
Atia
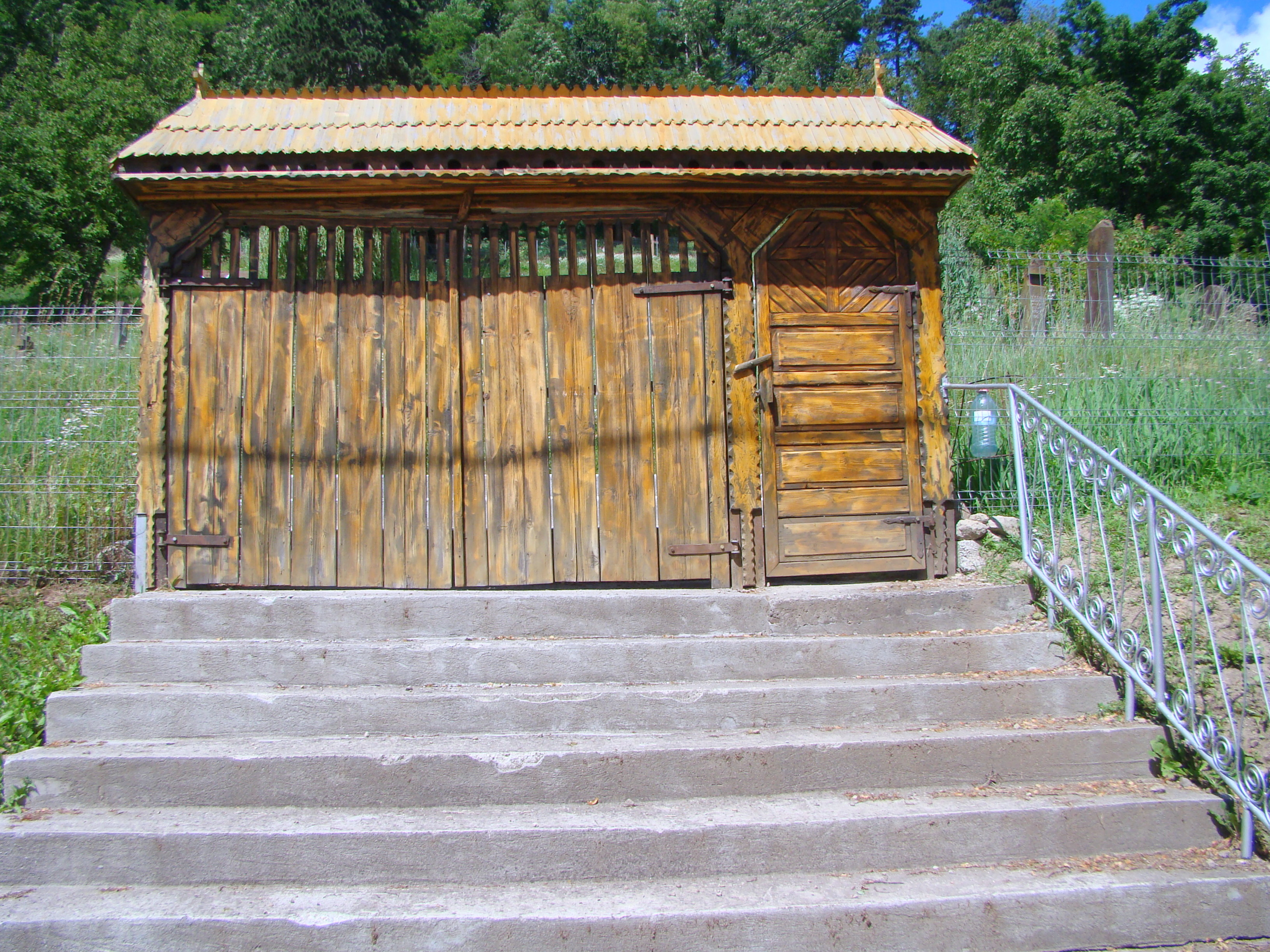
Poarta de lemn a cimitirului
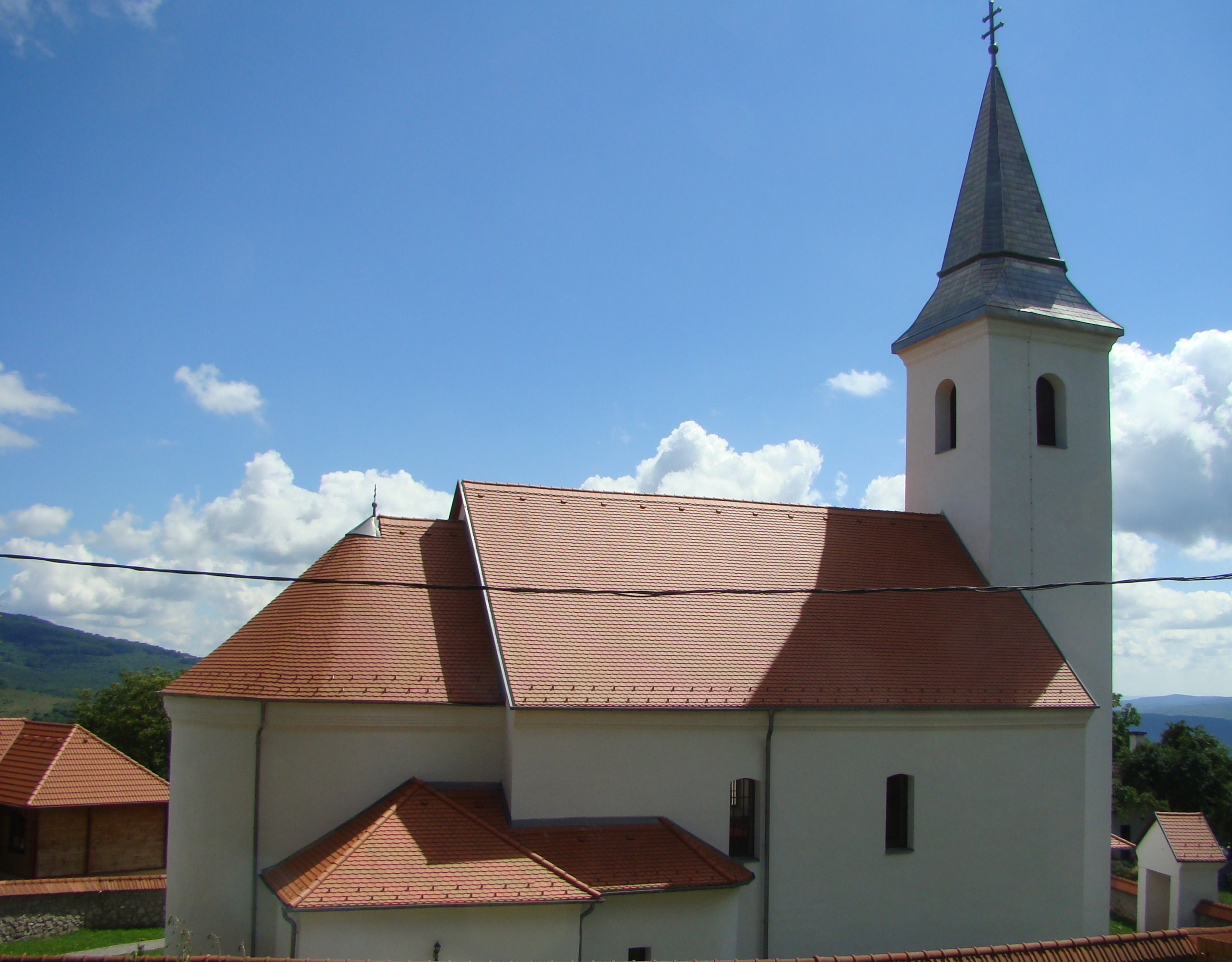
Biserica romano-catolică din Atia
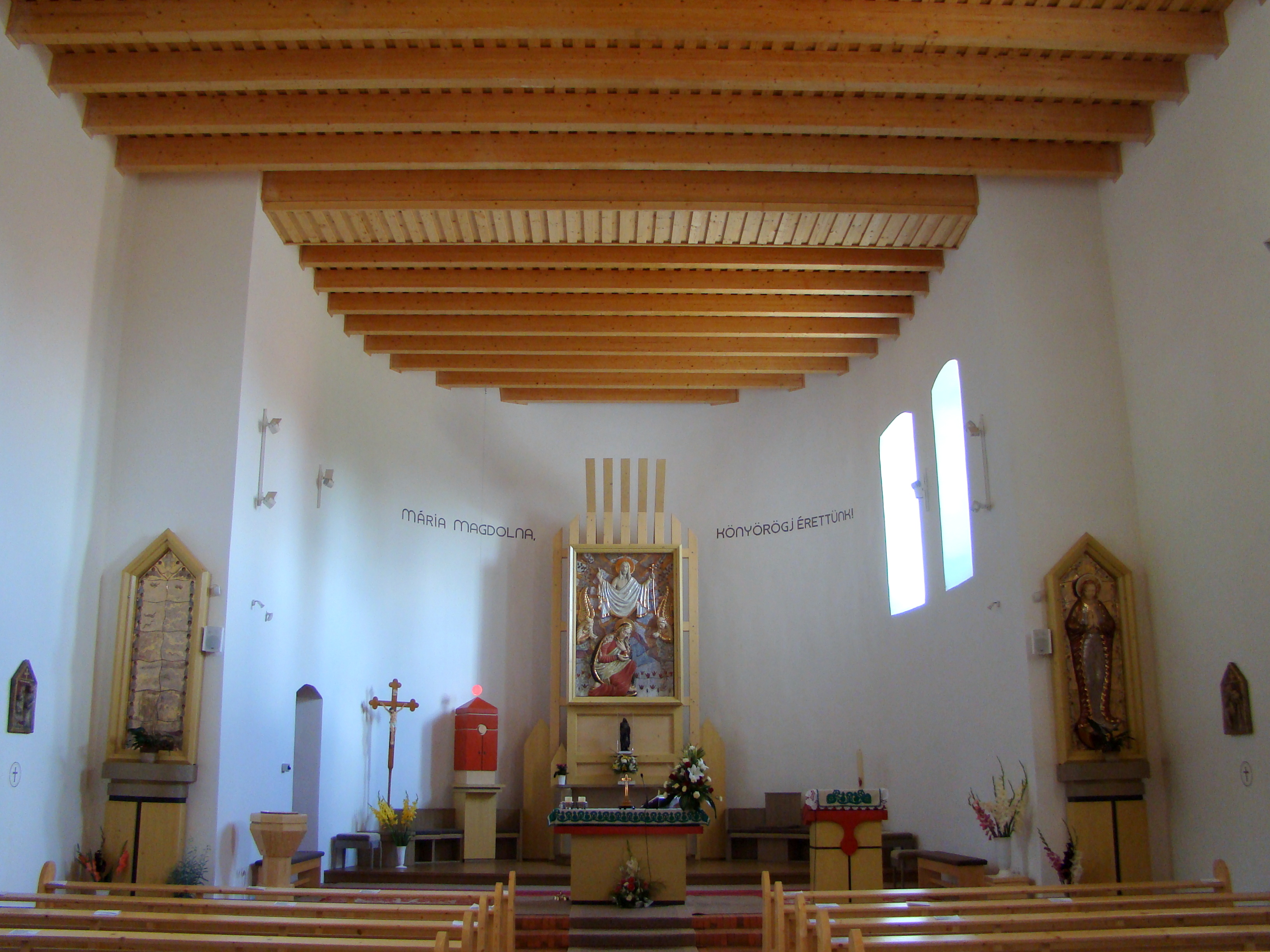
Biserica romano-catolică din Atia (nava spre altar)
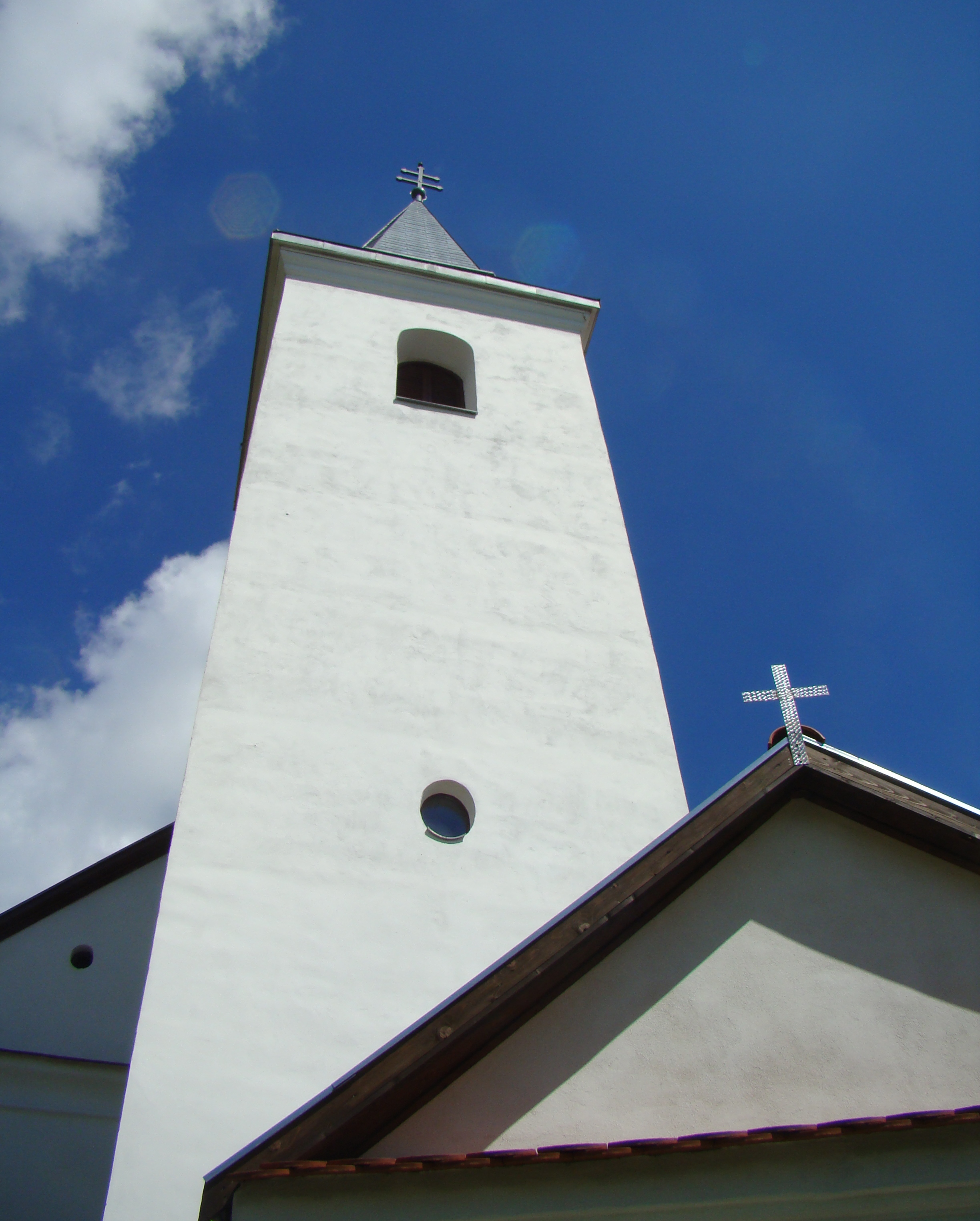
Biserica romano-catolică din Atia (turnul)
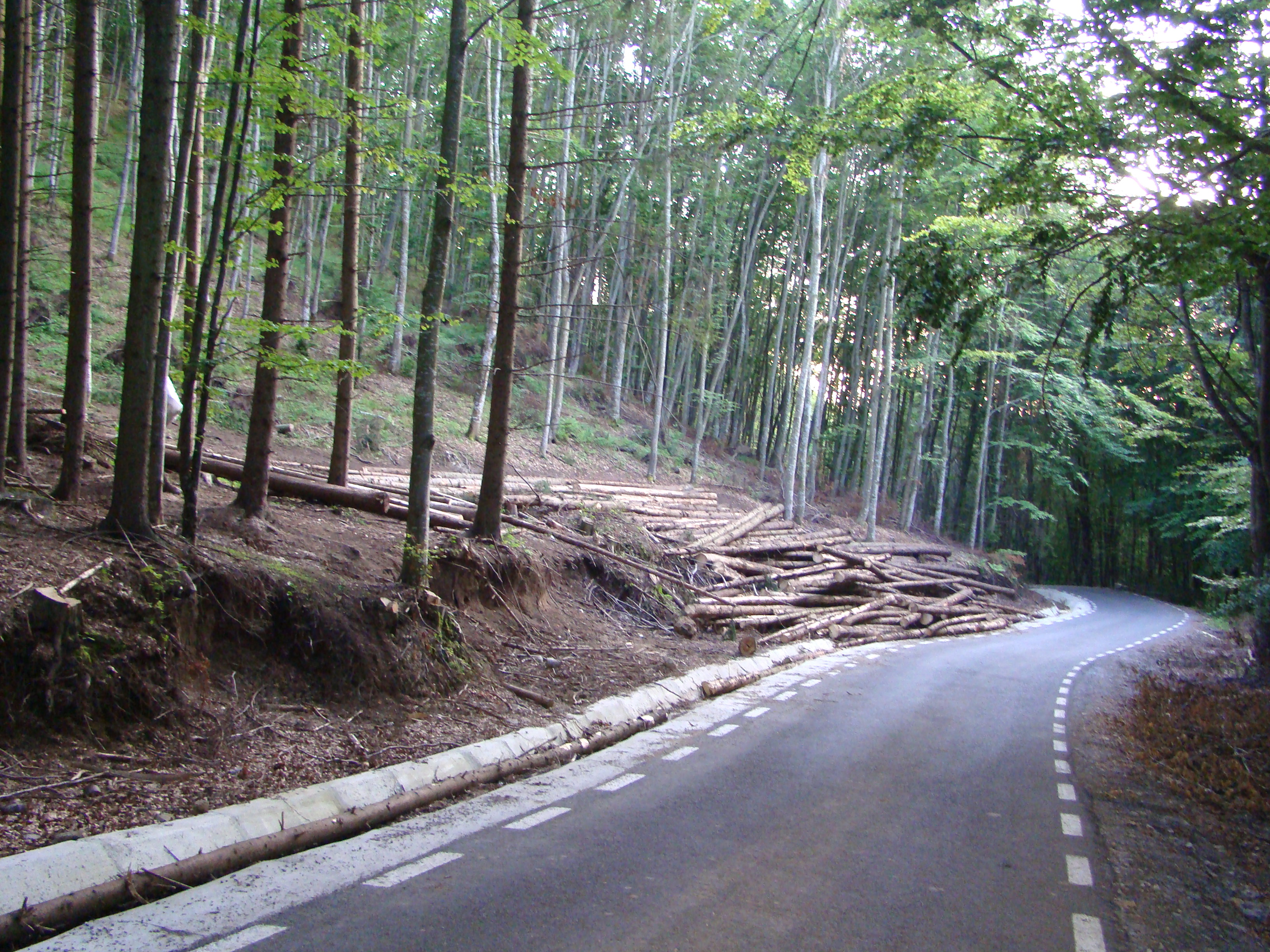
Drumul Corund-Fântâna Brazilor
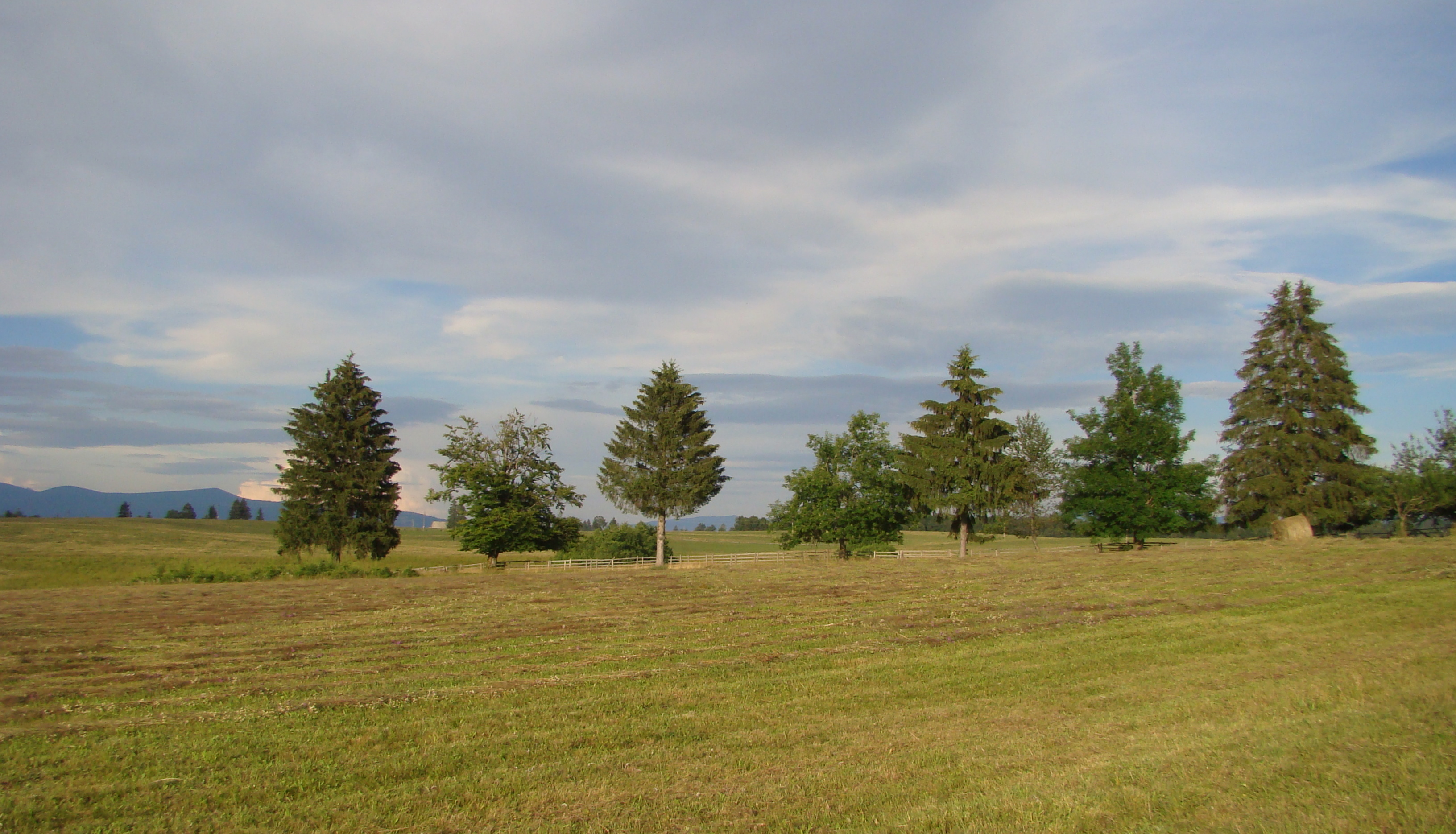
Fântâna Brazilor
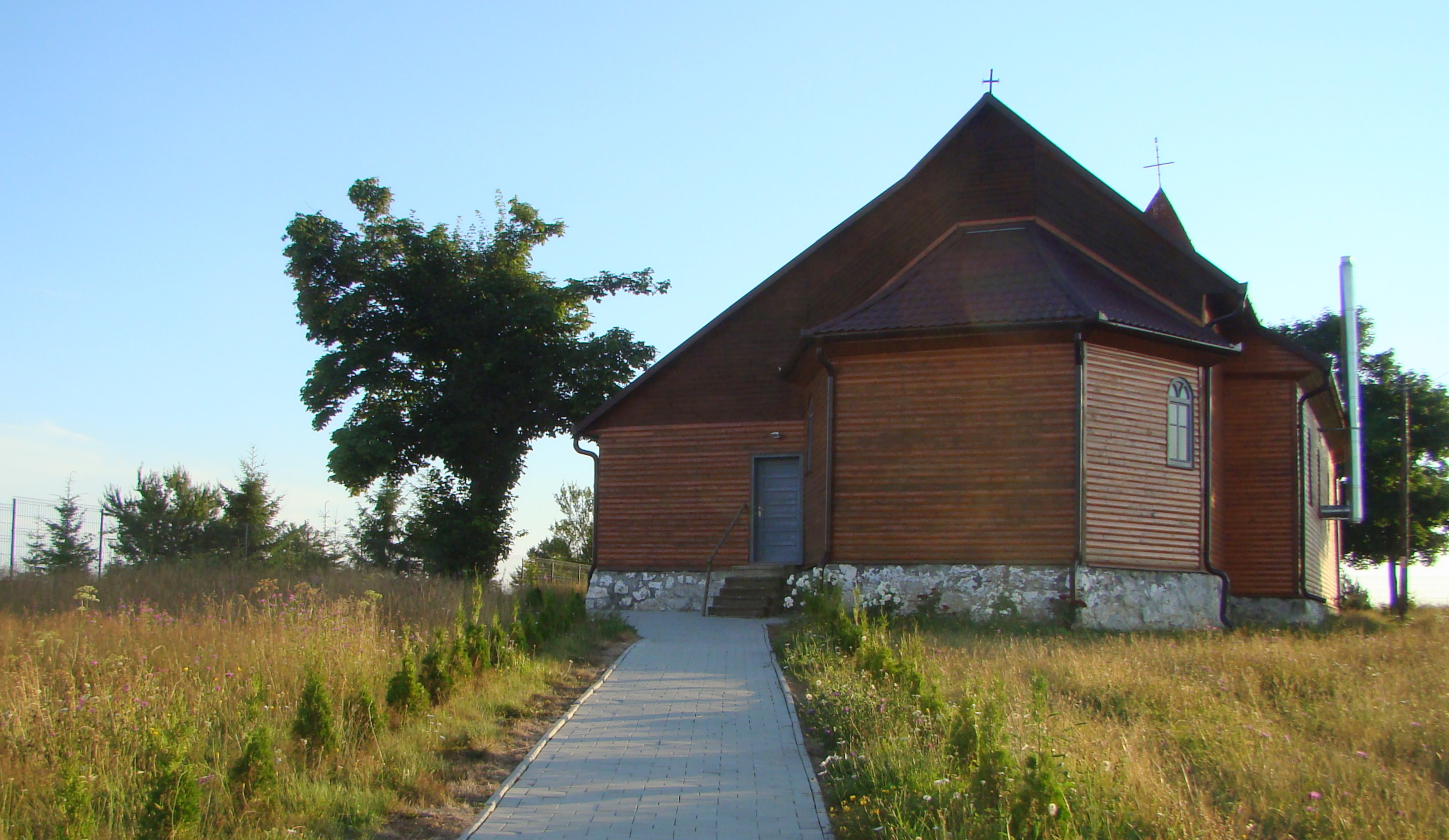
Biserica de lemn romano-catolică
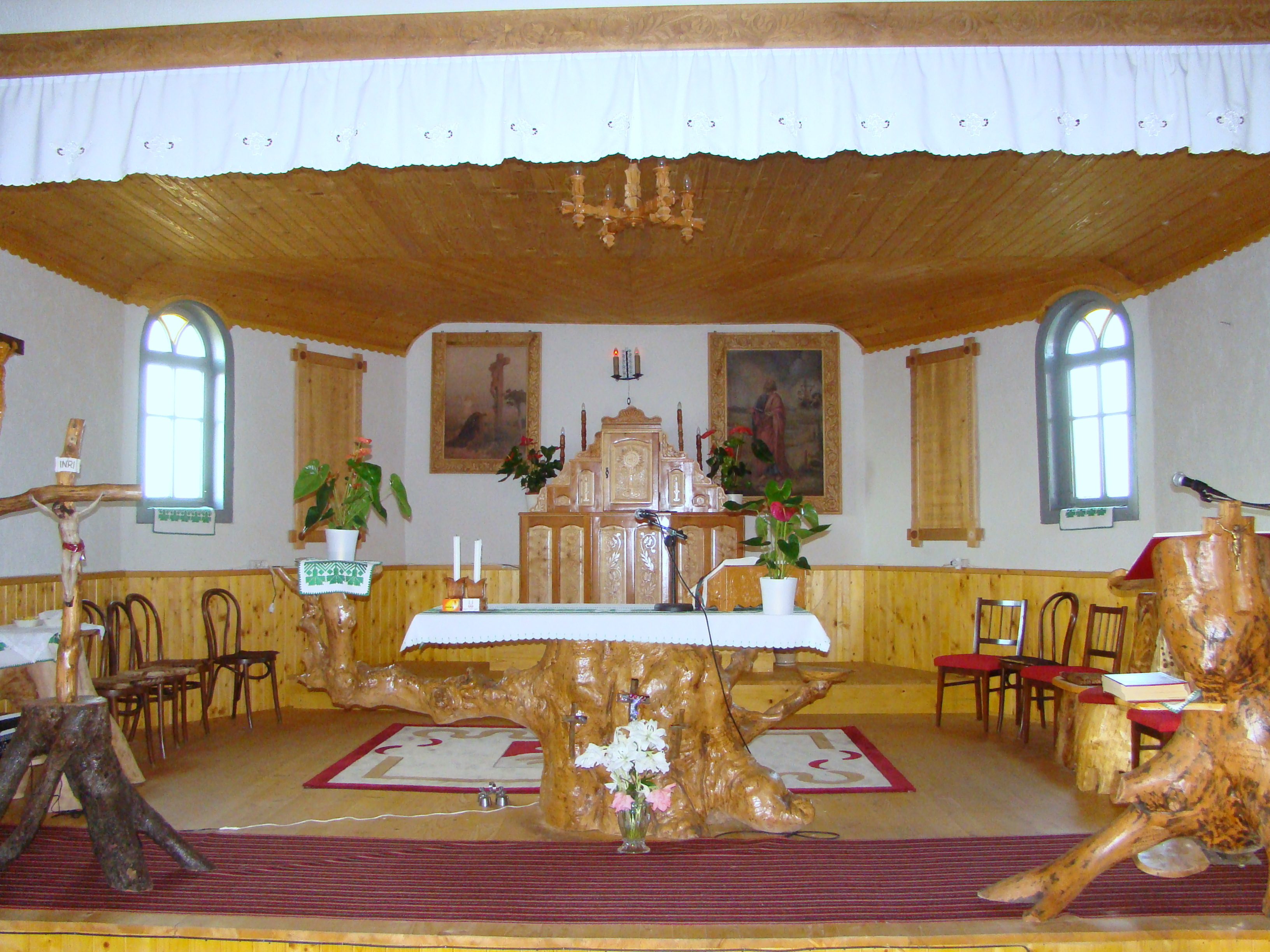
Biserica de lemn romano-catolică (interiorul)
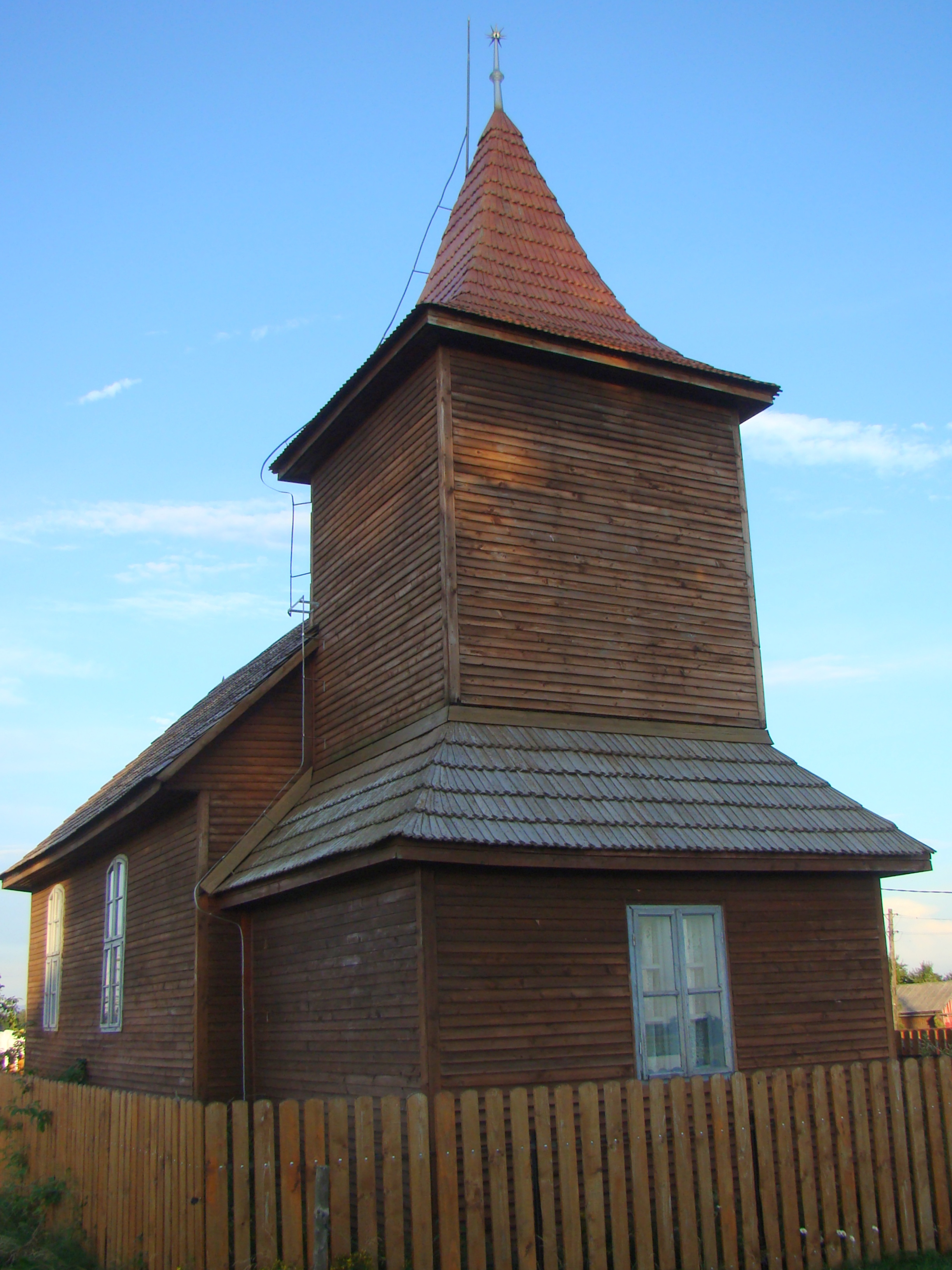
Biserica de lemn unitariană
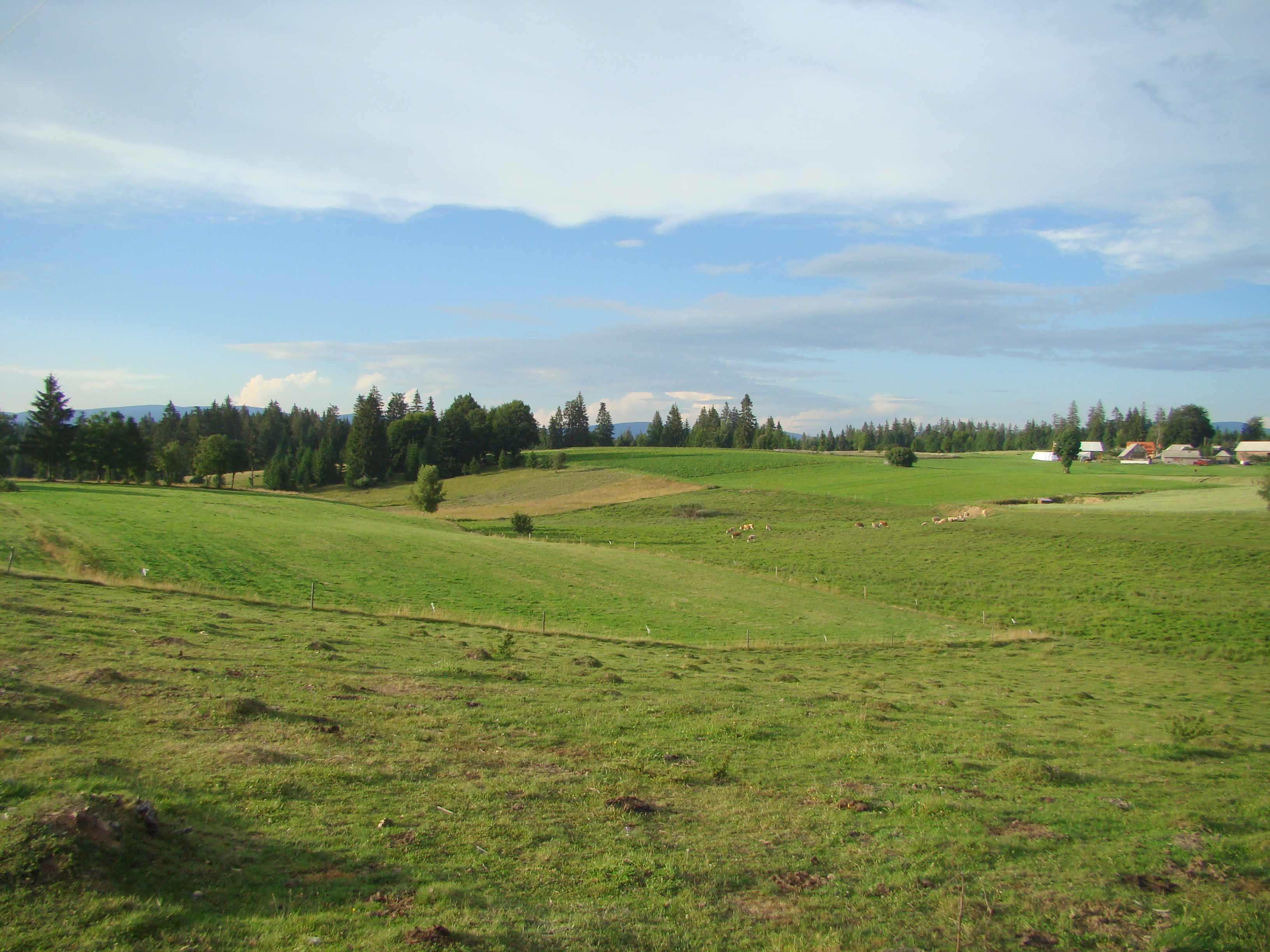
Fântâna Brazilor
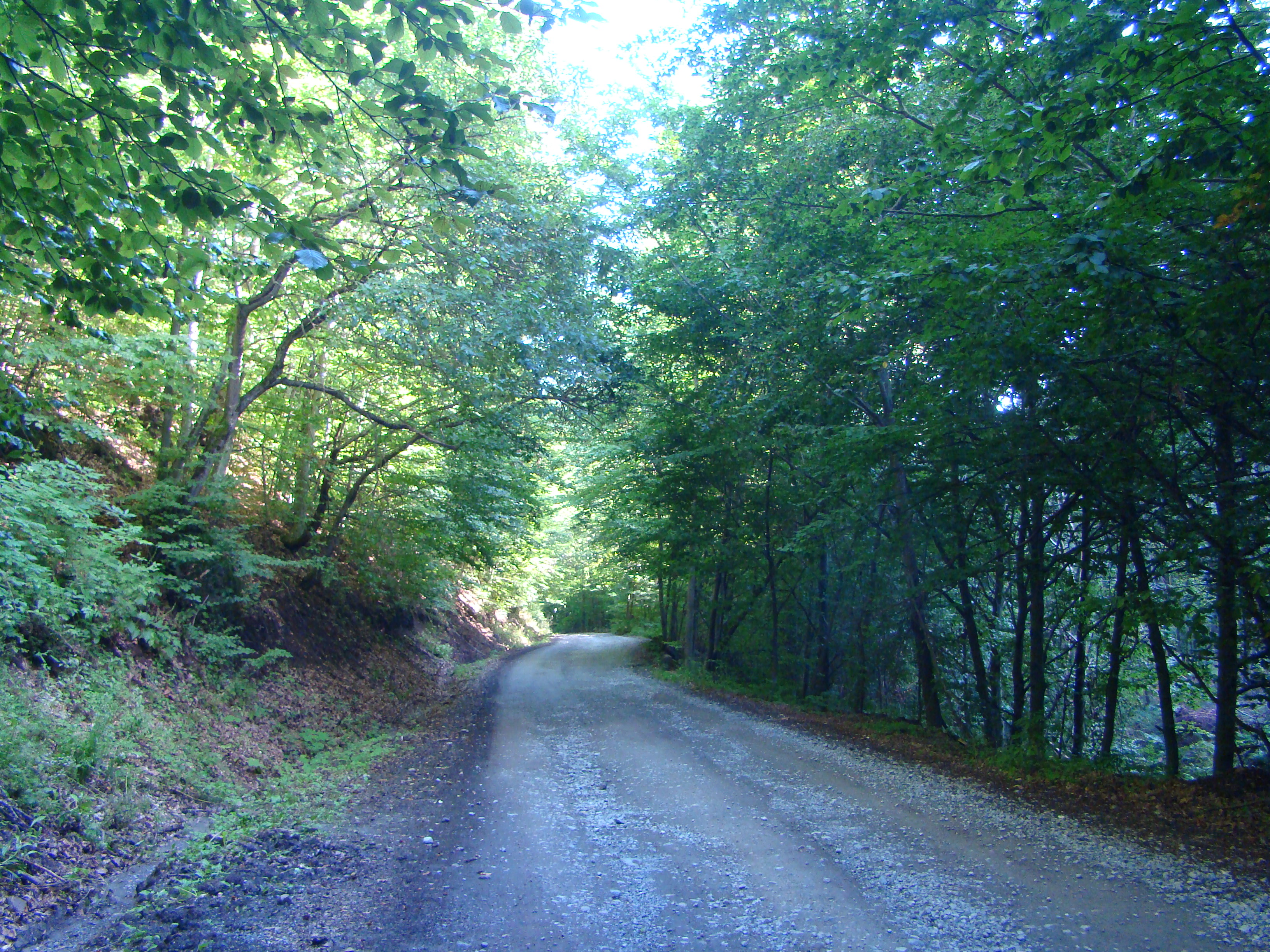
Drumul Corund-Valea lui Pavel
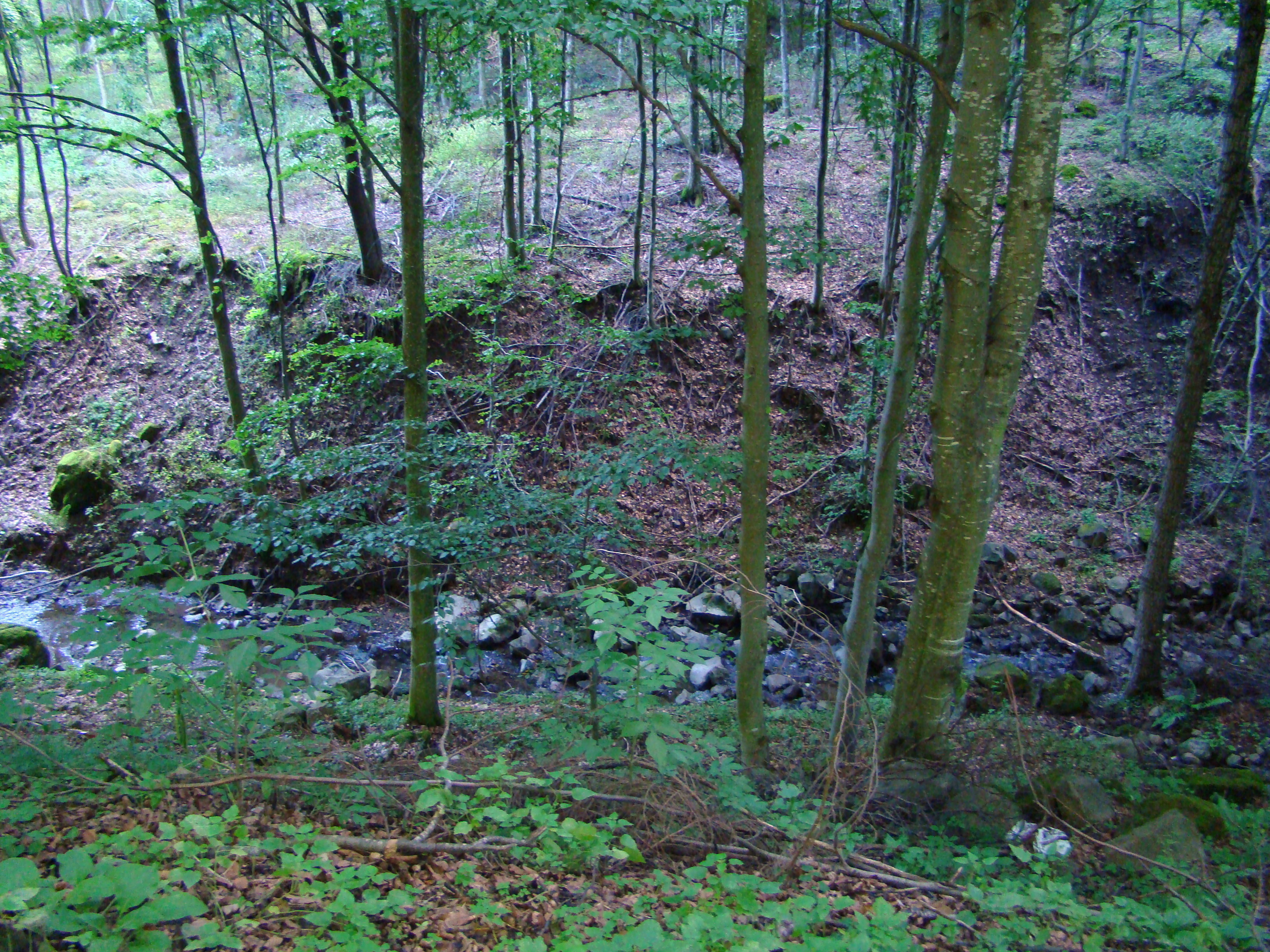
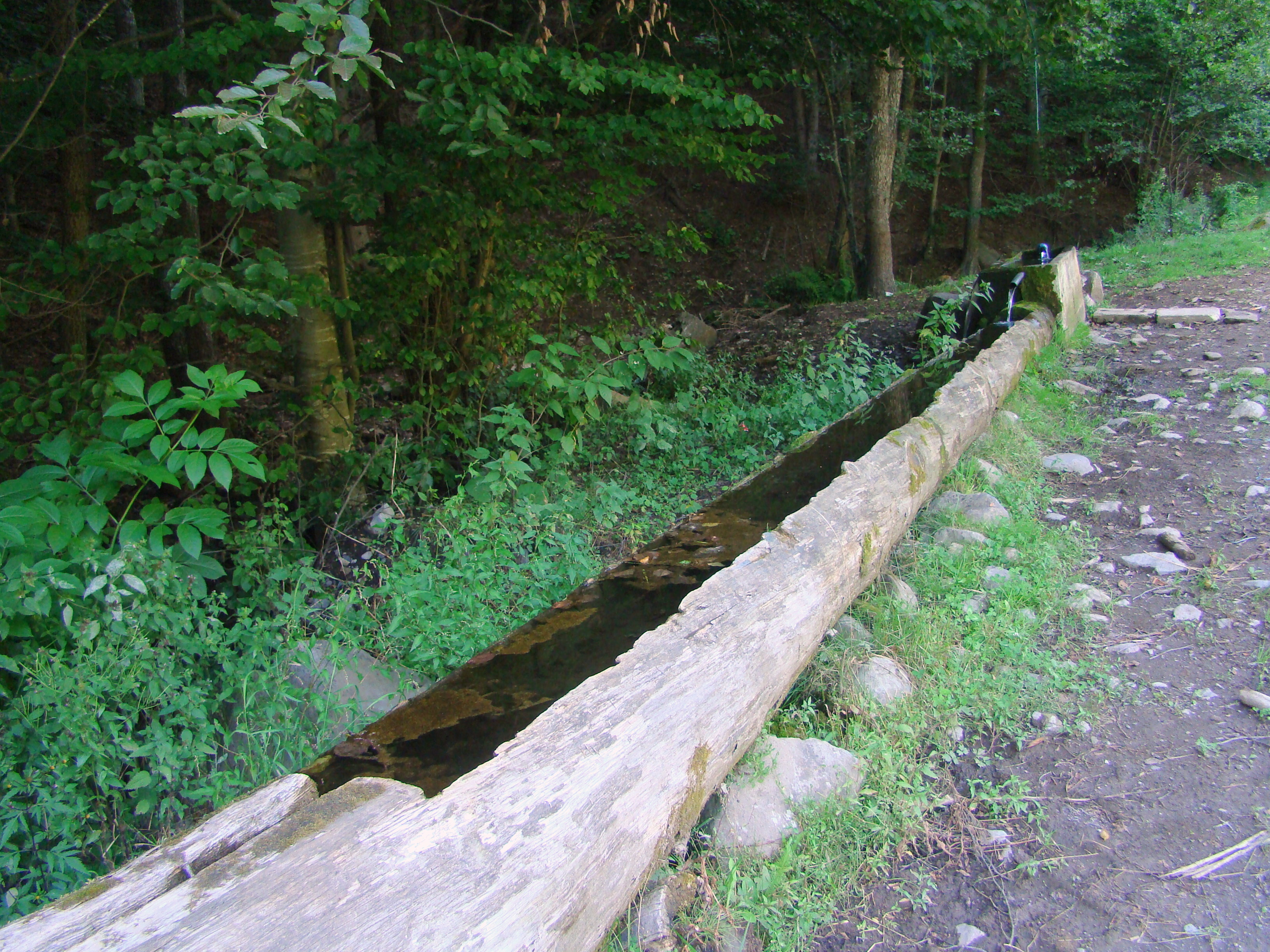
Adăpătoare în pădure
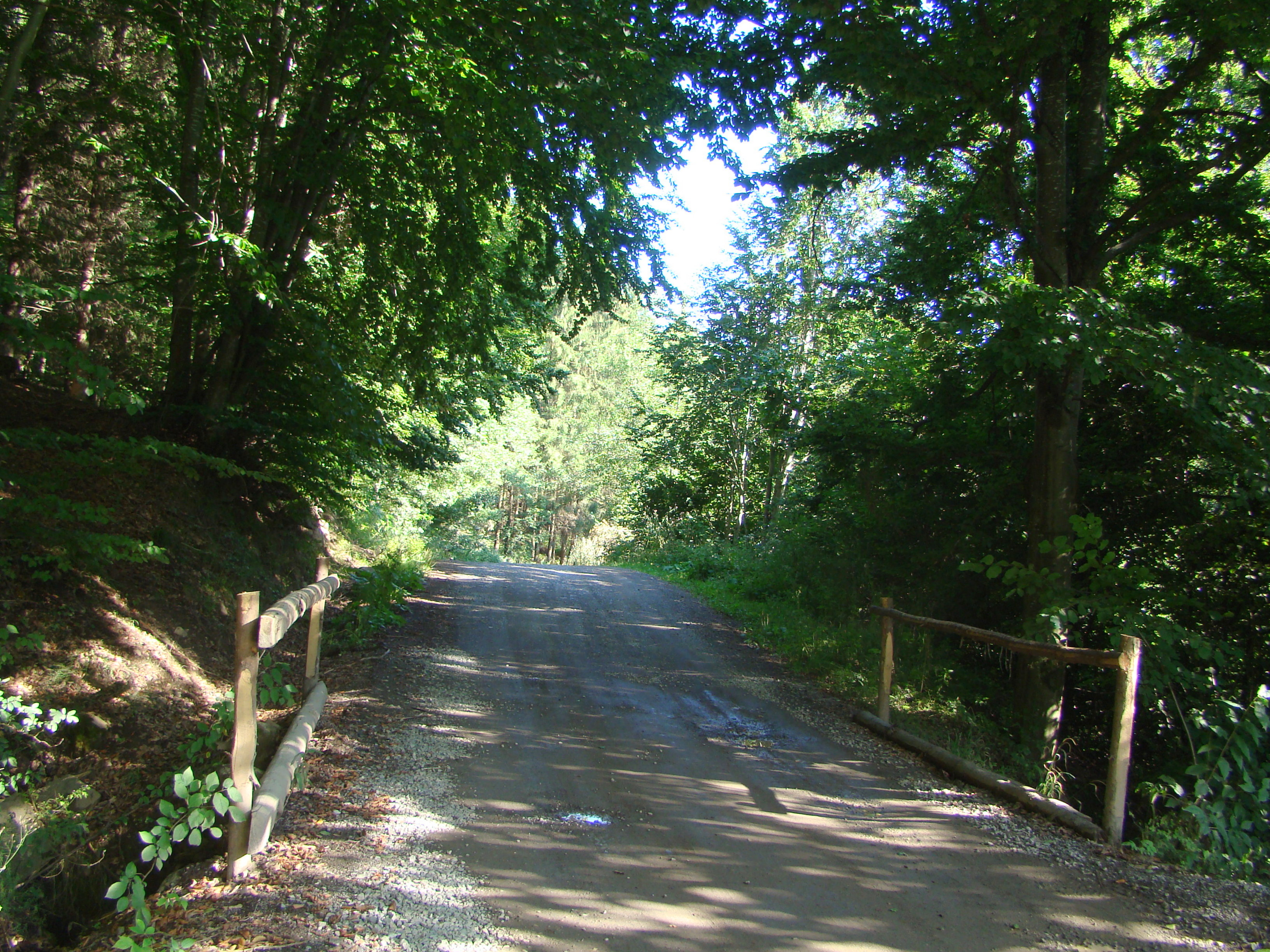
Drumul Corund-Valea lui Pavel
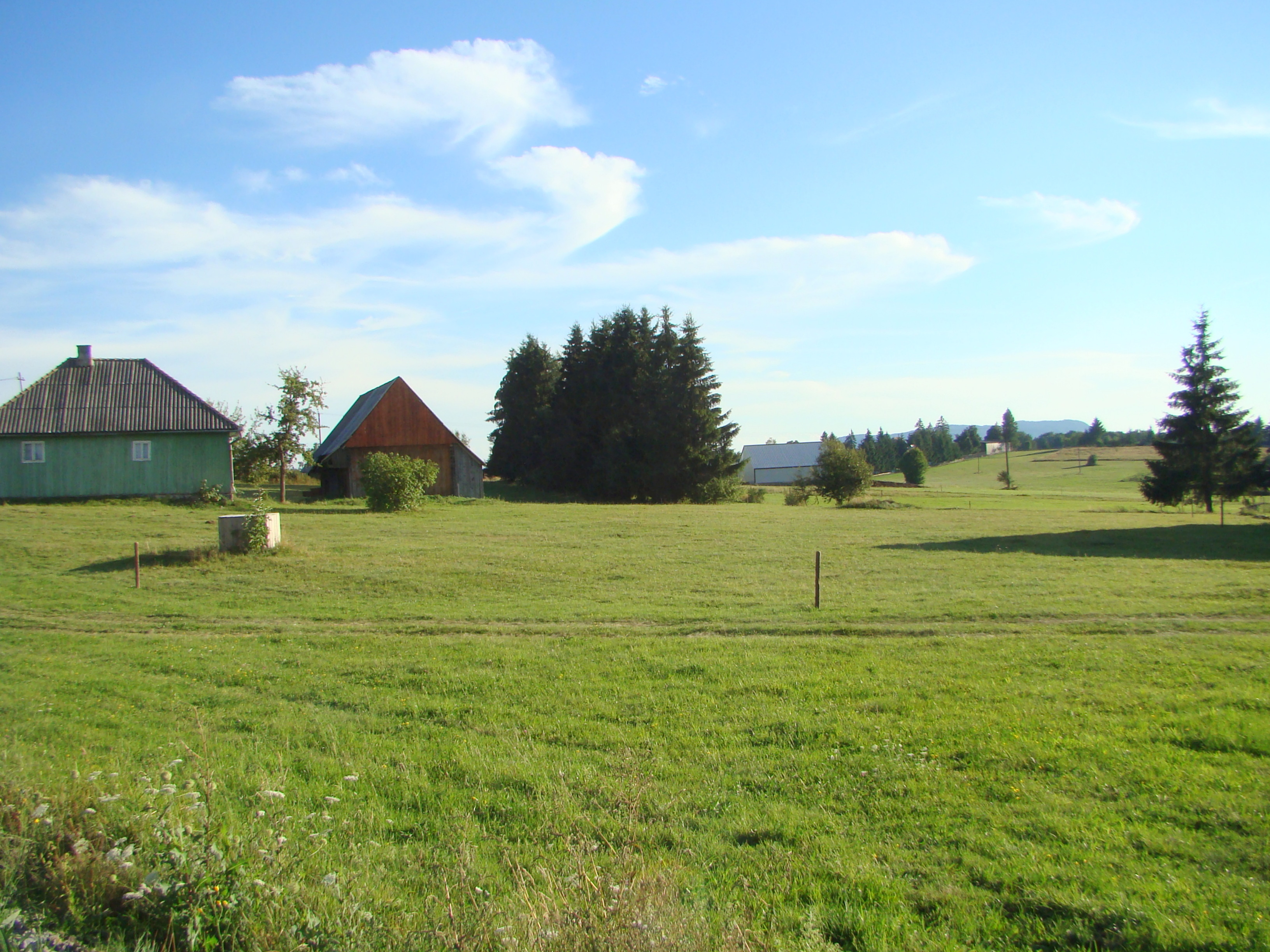
Valea lui Pavel
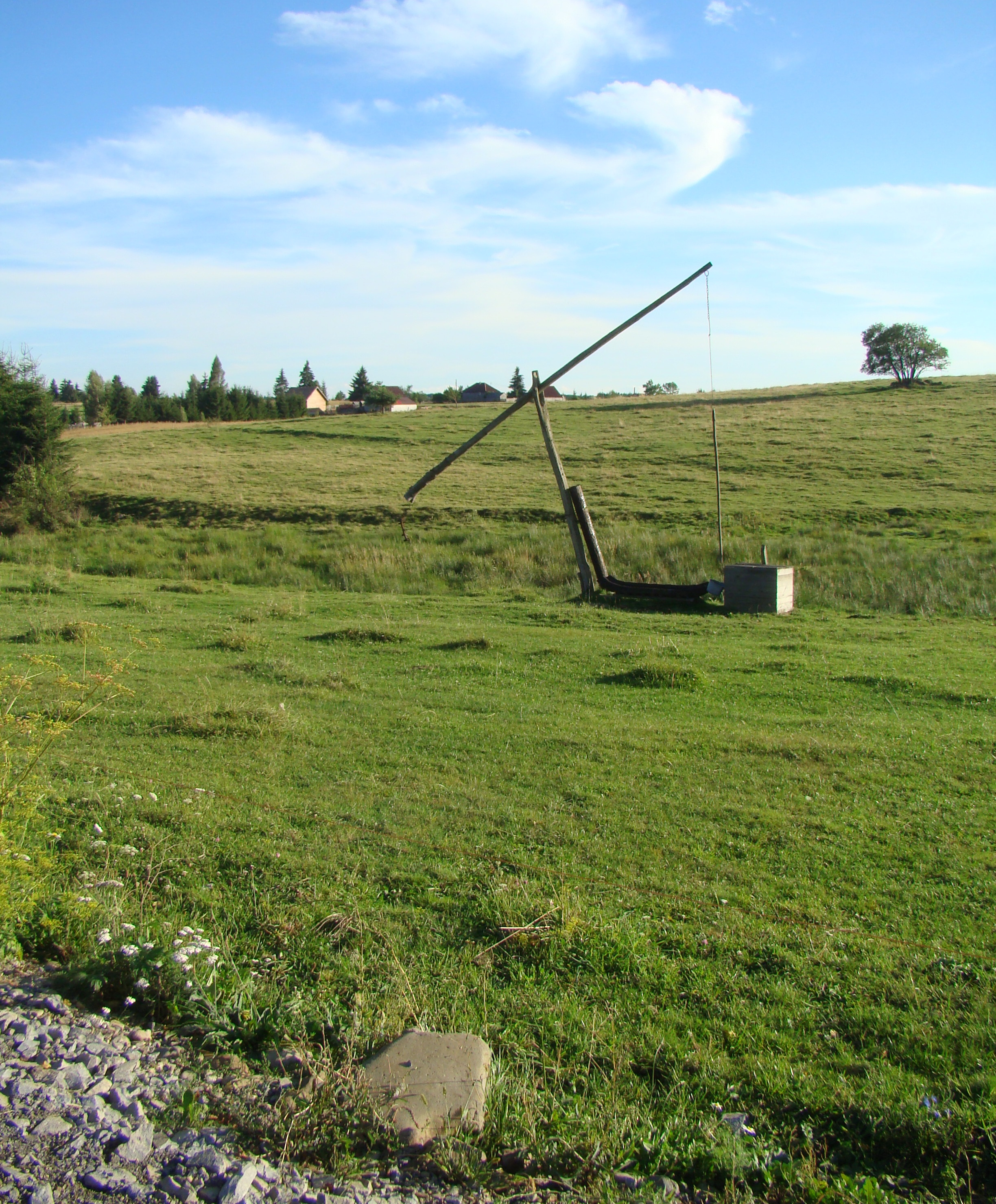
Fântână cu cumpănă
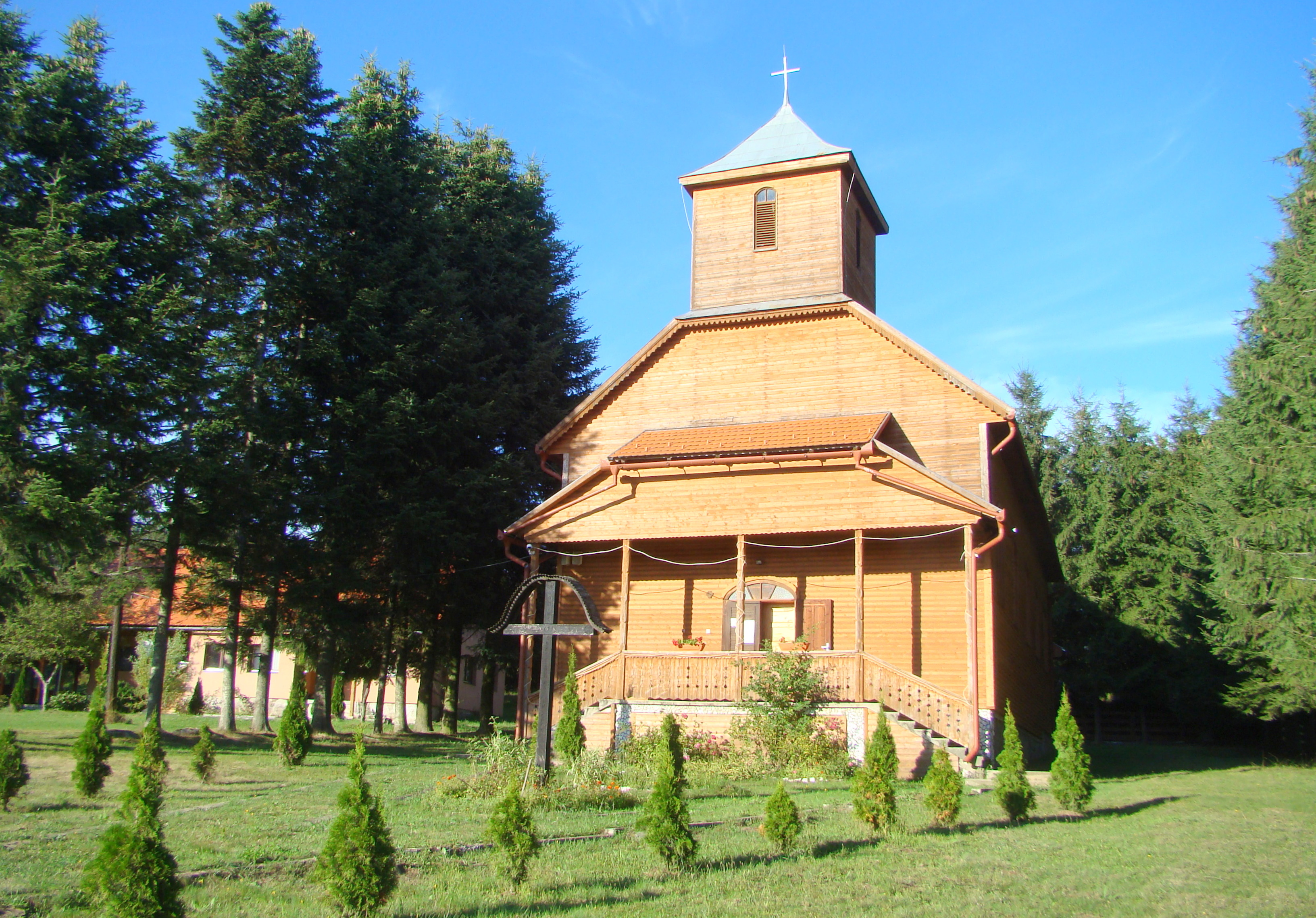
Biserica de lemn romano-catolică din Valea lui Pavel
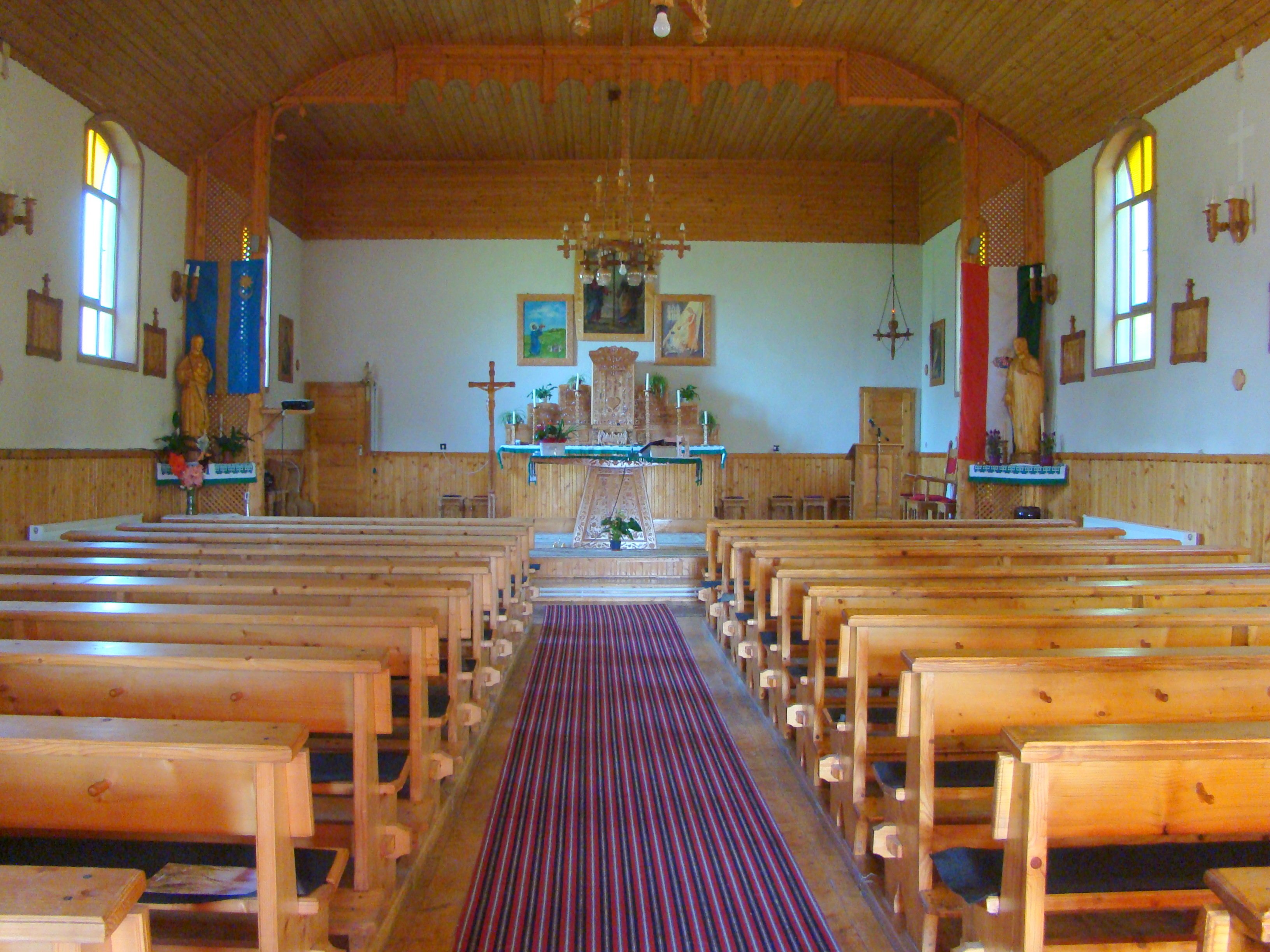
Biserica de lemn romano-catolică din Valea lui Pavel